# Museo dell'Opera del Duomo (Pise)
Pour les articles homonymes, voir Museo dell'Opera del Duomo.
Le musée des Œuvres de la cathédrale de Pise en Toscane (en italien Museo dell'Opera del Duomo), se trouve sur la Piazza del Duomo, dans le bâtiment où se trouvait au XIIIe siècle la salle du chapitre de la cathédrale. Il fut inauguré en 1986 pour conserver le trésor de la cathédrale ainsi que les éléments des monuments sacrés déplacés pour des raisons de restauration et de sauvegarde et qui nécessitaient un espace pour leur exposition publique.
Parmi les sculptures se remarquent en particulier celles de Tino di Camaino et celles de Giovanni Pisano, y compris la Vierge à l'enfant en ivoire, sculptée en 1300 par Giovanni Pisano pour le maître-autel de la cathédrale. Dans la salle du trésor, sont présentés de nombreux reliquaires des XVII et XVIIIe siècles et quelques-uns d'époque médiévale, parmi lesquels se trouvent ceux contenant (selon la légende) des pierres du Golgotha et un morceau du vêtement de San Ranieri ermite et patron de Pise. En outre, sont également conservés des peintures du XVe au XVIIe siècle, une série de marqueteries en bois provenant de l'ancien chœur de l'abside, une collection d'ornements sacrés et diverses pièces étrusques, romaines et égyptiennes. Ces dernières furent rassemblées par Carlo Lasimio, conservateur du Camposanto. Enfin, également grâce à Lasimio, sont présentées des estampes aquarellées représentant les fresques du Camposanto, qui pour beaucoup d'entre elles demeurent aujourd'hui, le seul témoignage de ce qu'elles furent.

Du cloître du musée on peut admirer une splendide vue du campanile.

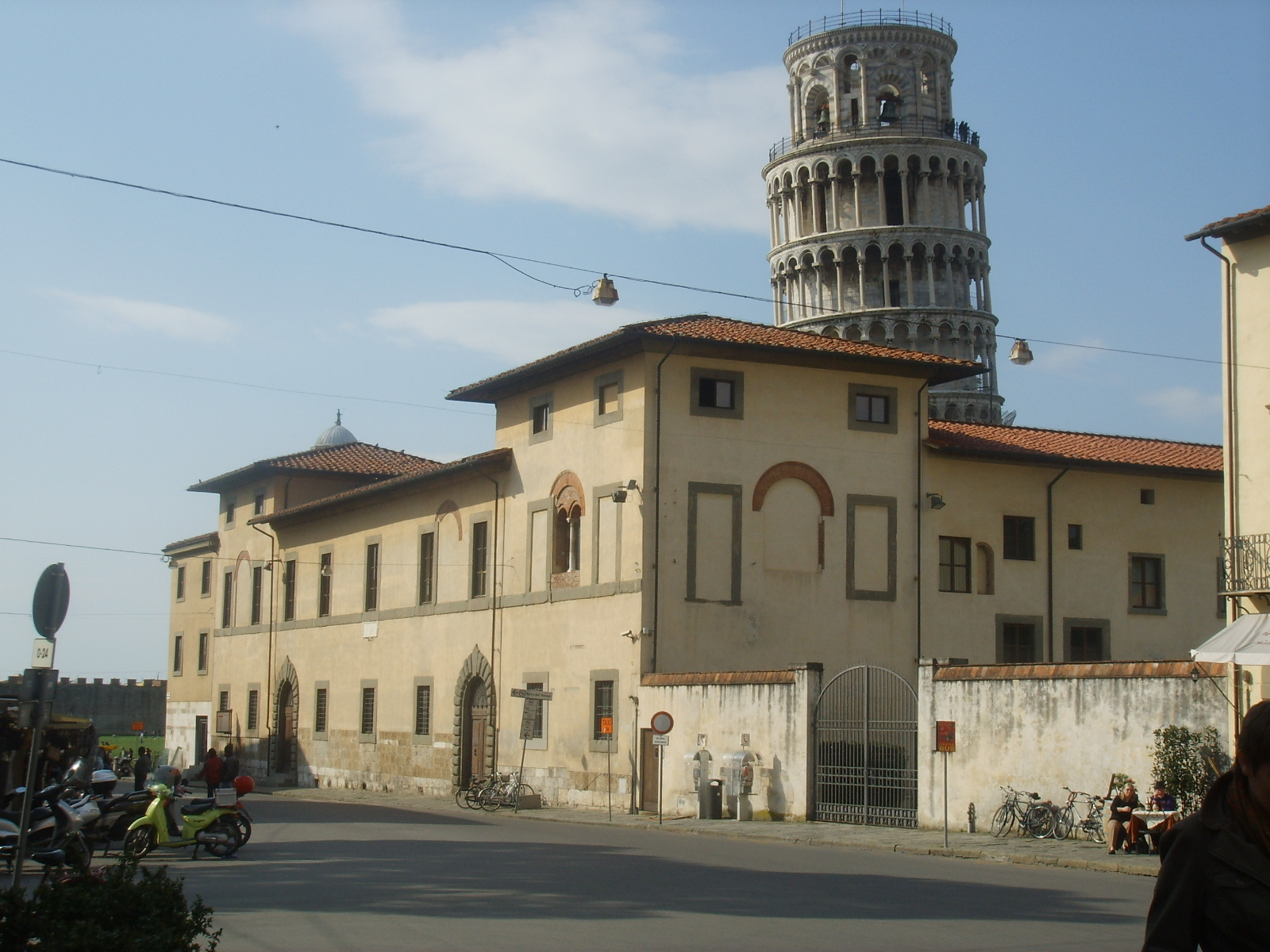
Les bâtiments de la Primatiale.
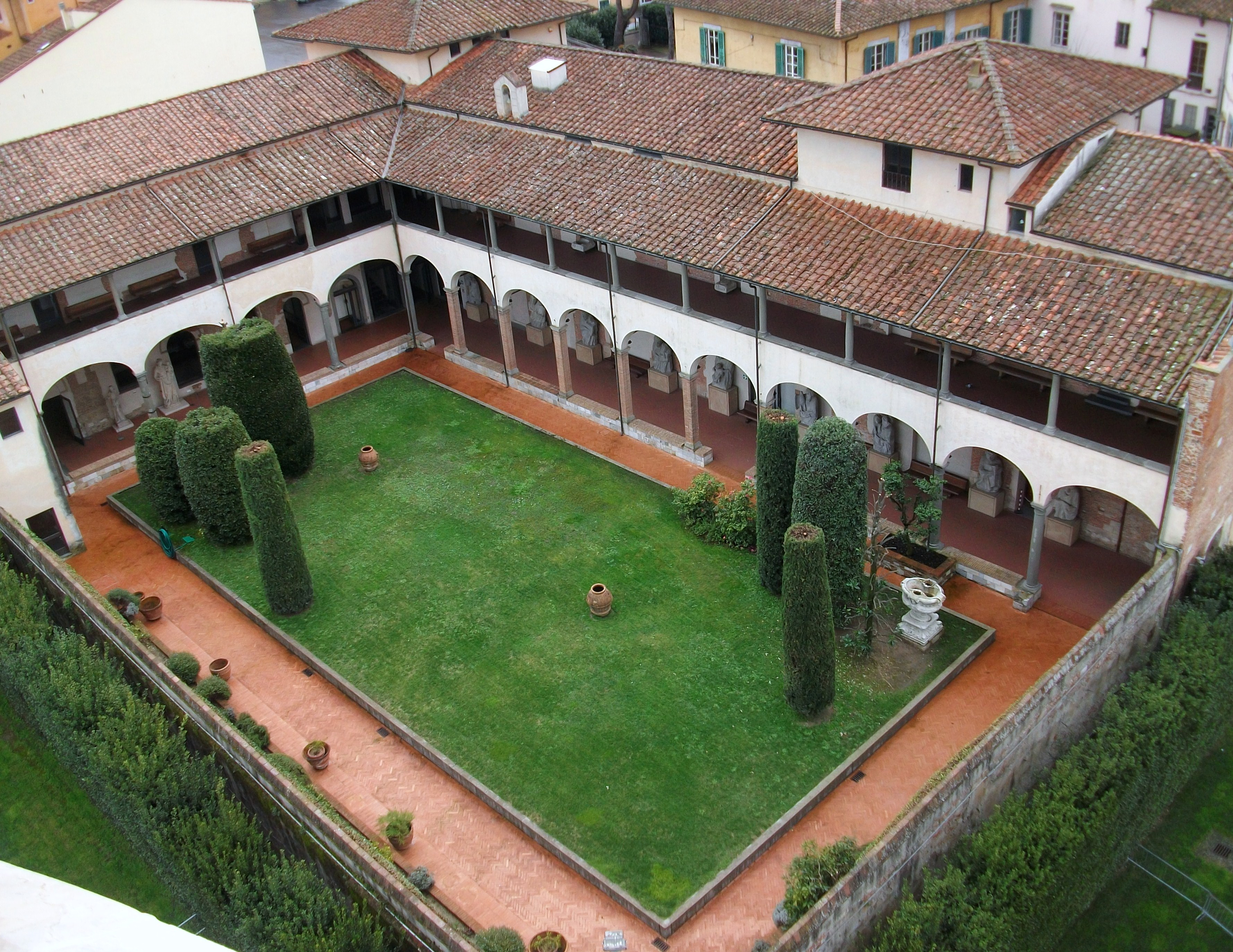
Les galeries du cloître.
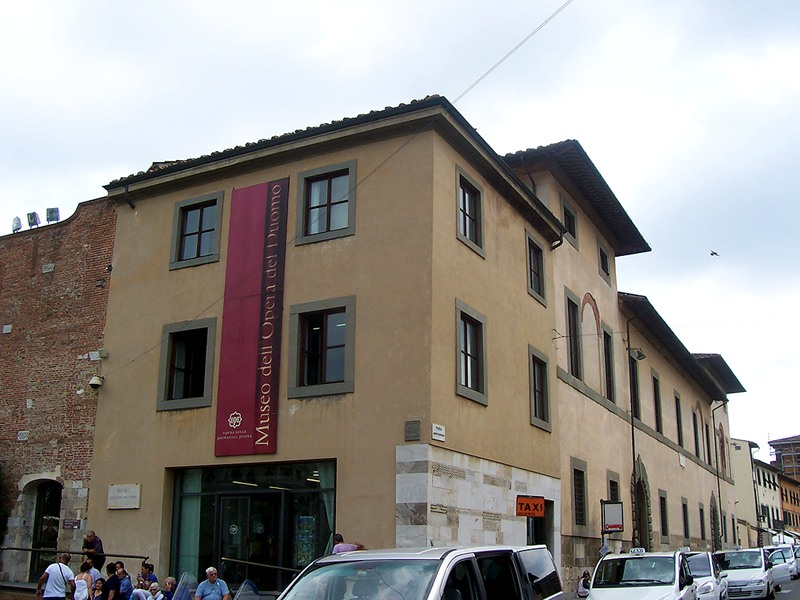
Entrée du musée.

## Histoire
L'édifice fut érigé vers la fin du XIIe siècle pour servir de résidence aux chanoines de la cathédrale. Il est composé de deux corps de bâtiment en briques, de formes rectangulaires, disposés en L et délimitant un cloître. Des parties de cette époque sont encore visibles, surtout au croisement de deux ailes où existe toujours une voûte peinte à fresque d'origine. Au début du XVIIe siècle, l'édifice fut transformé, par la volonté de l'évêque Carlo Antonio Dal Pozzo, en un séminaire diocésain. On lui doit la façade actuelle de style florentin, sur laquelle se détachent du crépi clair, l'encadrement en pierre des fenêtres et des deux portails placés symétriquement. En 1784, le séminaire fut transféré Piazza Santa Caterina et le bâtiment devint une propriété privée : vendu à l'érudit et collectionneur d'art Giovanni Rosini, il devint pour une courte période, l'académie pisane des Beaux-arts. En 1887 il redevenait un édifice religieux sous la forme d'un monastère féminin. Les modifications dénaturantes qui en suivirent furent éliminées au cours de la dernière restauration engagée peu de temps après que l'Œuvre de la cathédrale devienne en 1979, le bâtiment adapté aux besoins d'un musée.

## Rez-de-chaussée

### Salle 1, maquettes
La salle accueille une maquette en bois de la cathédrale réalisée par G. Bandecchi (1827-1832), qui offre une vue intérieure à travers une ouverture placée en-dessous.
Sont également présentées, deux maquettes plus petites de la place, réalisées en albâtre par les ateliers Barsanti (XIXe siècle).
Il est également possible d'admirer les inscriptions relatives à la fondation de la cathédrale, la pierre commémorative se trouvait sur la façade de l'église.
Des panneaux expliquent brièvement l'histoire de la place.

### Salle 2, porte de San Ranieri
La salle conserve uniquement la porte en bronze réalisée au XIIe siècle par Bonanno Pisano. Elle était placée dans le transept de San Ranieri (qui est celui de droite, au sud, du côté du campanile). Ce fut l'un des rares éléments que l'on pu sauver de l'incendie de 1595 (celle en place aujourd'hui à la cathédrale est une copie). Elle est entièrement en bronze, constituée de 24 plaques représentant des scènes du Nouveau Testament.
Schéma iconographique :
1. Six prophètes
2. Six prophètes
3. Annonciation
4. Visitation
5. Nativité

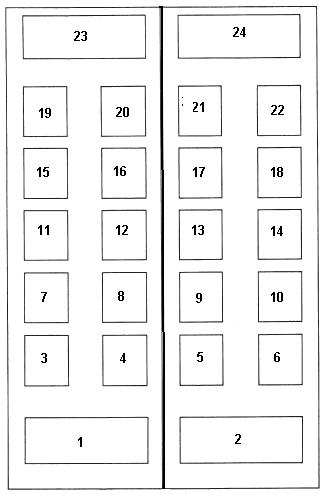
Schéma iconographique de la porte

6. Voyage des Mages et péché originel
7. Présentation au temple
8. Fuite en Égypte
9. Massacre des Innocents
10. Baptême
11. Tentation
12. Transfiguration
13. Résurrection de Lazare
14. Entrée à Jérusalem
15. Lavage des pieds
16. La Cène
17. Baiser de Judas
18. Crucifixion
19. Descente aux Limbes
20. Résurrection
21. Ascension
22. Mort de la Vierge
23. Christ en croix
24. Marie en gloire

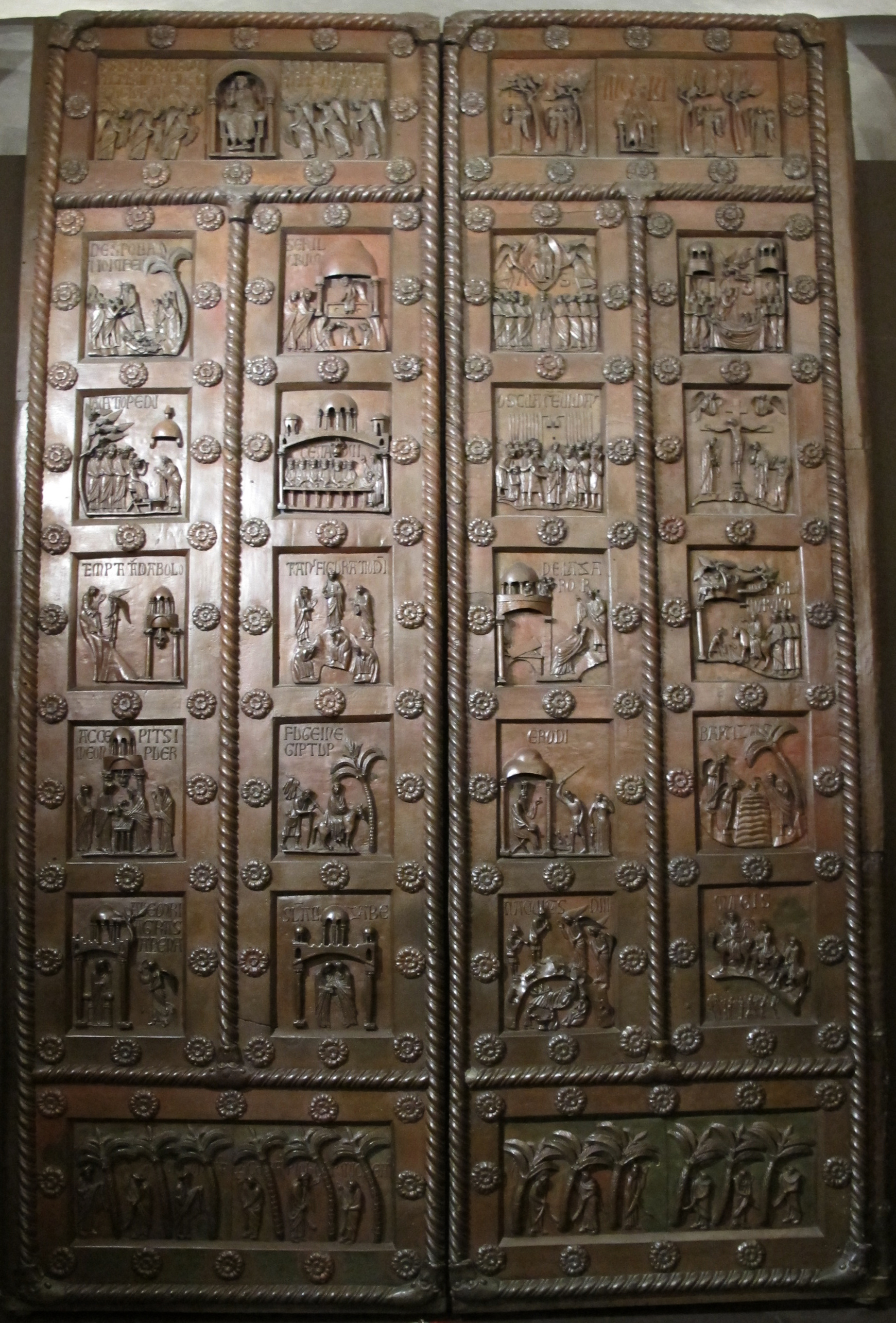
La porte de San Ranieri
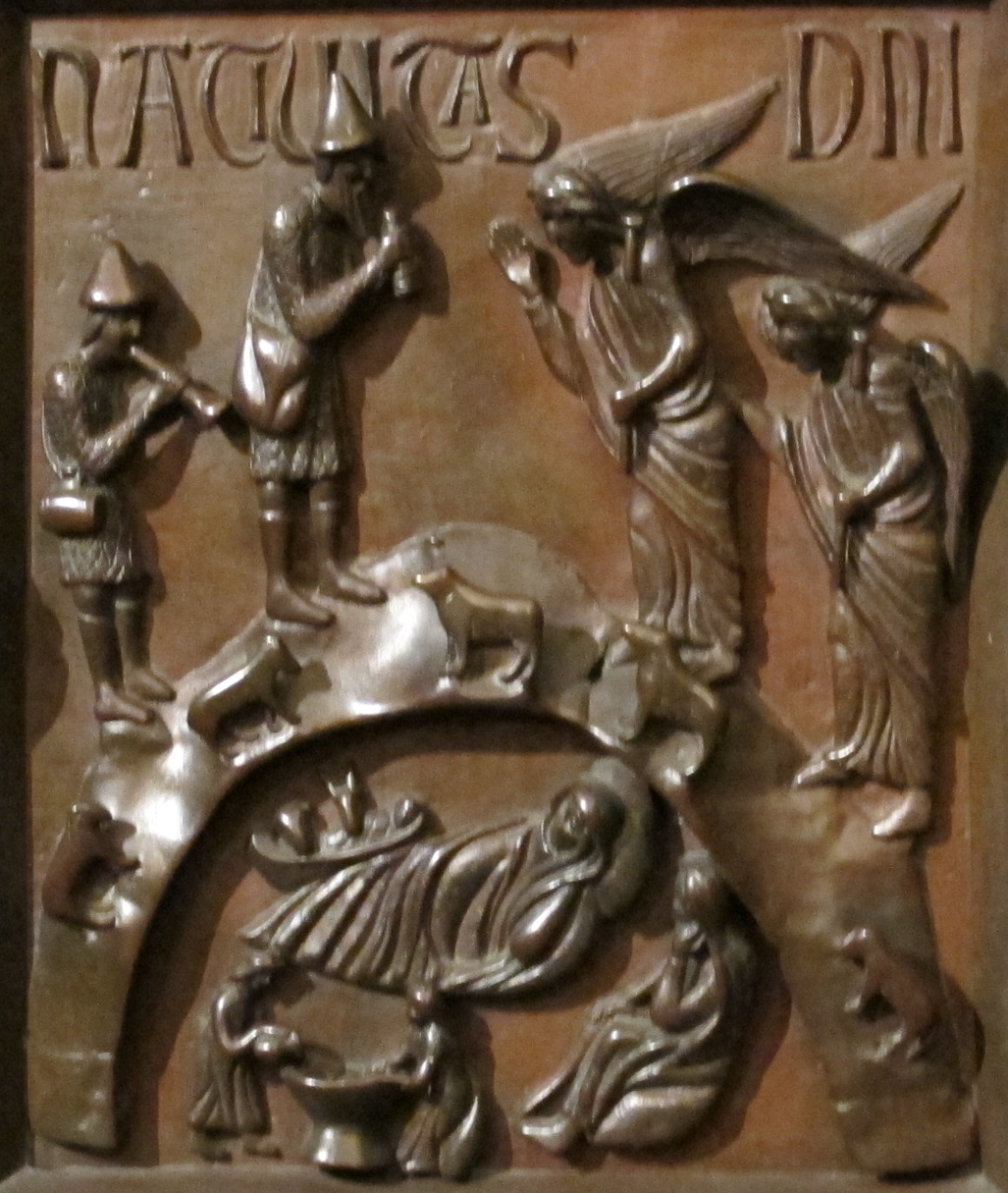
La Nativité
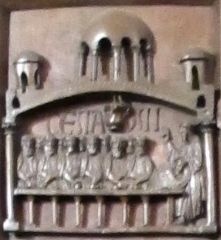
La Cène

### Salle 3, éléments provenant de la cathédrale
La salle abrite des mosaïques en marbre, des bas-reliefs et des chapiteaux provenant de la façade de la cathédrale ainsi que quelques éléments du mobilier d'origine du presbytère et des fragments arabes.
Entre les œuvres exposées on note en particulier :
- Des panneaux marquetés et les élégants chapiteaux corinthiens qui révèlent autant l'influence des arts classiques qu'arabes sur la production artistique pisane des XIIe  et XIIIe siècles,
- Également une série de panneaux marquetés du XIIIe siècle, comportant des bas-reliefs romains du IIe siècle,
- L'imposante statue d'un griffon, œuvre de l'artisanat islamique remontant à l'époque des Taïfas (1031-1086) et provenant certainement d'une prise de guerre d'une des batailles gagnées par les pisans contre les musulmans, probablement celle des Baléares (1113-1115). D'autres sources indiquent qu'il pourrait s'agir d'un objet fabriqué en Égypte à l'époque fatimide (XIe siècle) et serait arrivé à Pise comme butin de guerre au cours du pillage de la Palerme sarrasine (1063)[3]. L'origine hispano-arabe est également suggérée par d'évidentes analogies entre les inscriptions dans le bronze (se référant à son possesseur qui était un particulier, duquel on déduit le caractère laïque du griffon) et les épigraphes espagnoles. Utilisé à l'origine comme sortie d'eau d'une fontaine, il fut placé à Pise comme acrotère du toit de la cathédrale. Extraordinaire témoin de la métallurgie médiévale, le griffon présente un exemplaire équilibre entre abstraction et vitalité de la représentation, il est orné également de précieuses arabesques en relief.
- De plus, il est possible d'admirer un crucifix en bois polychrome de style bourguignon, du milieu du XIIe siècle, il faisait partie d'un groupe sculpté représentant une Déposition dont il est le seul élément restant.

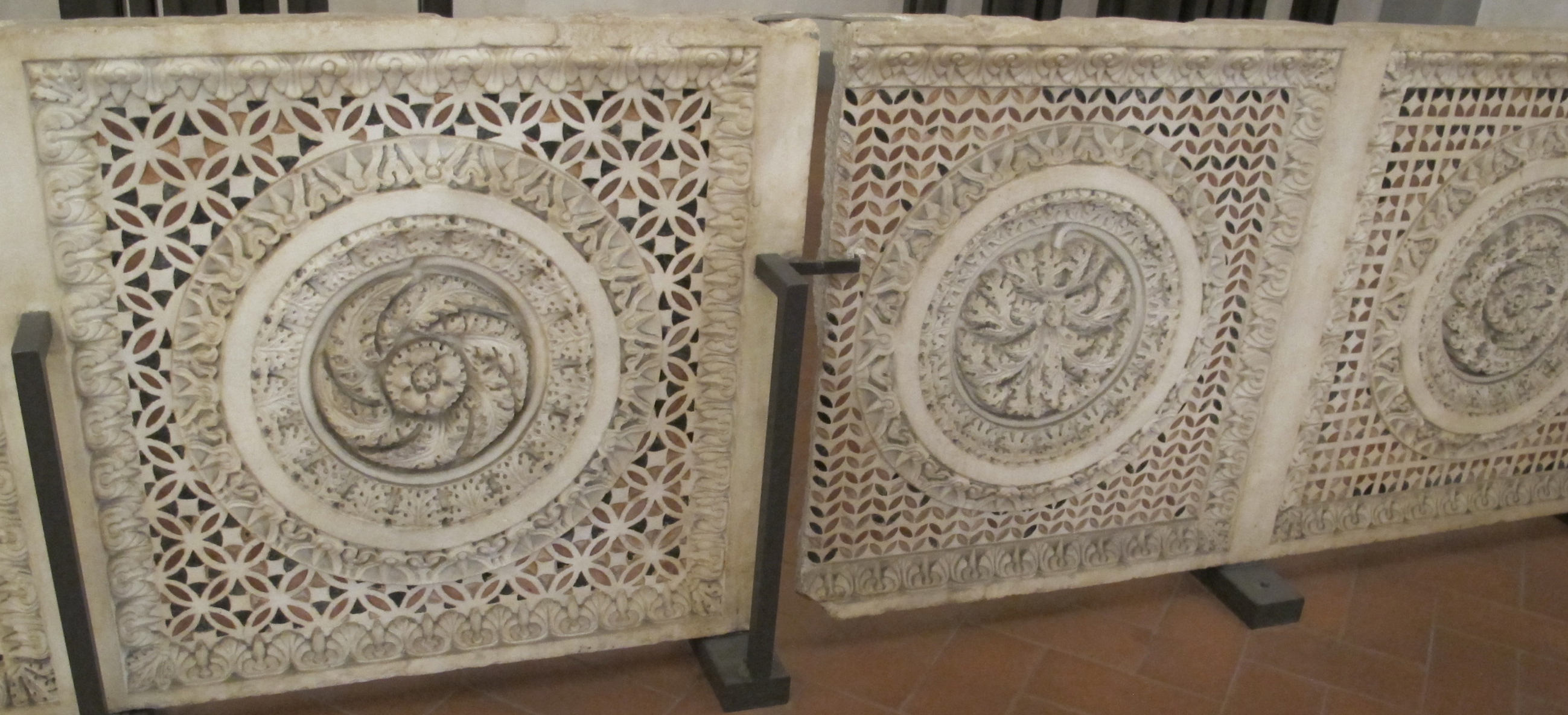
Panneaux romans
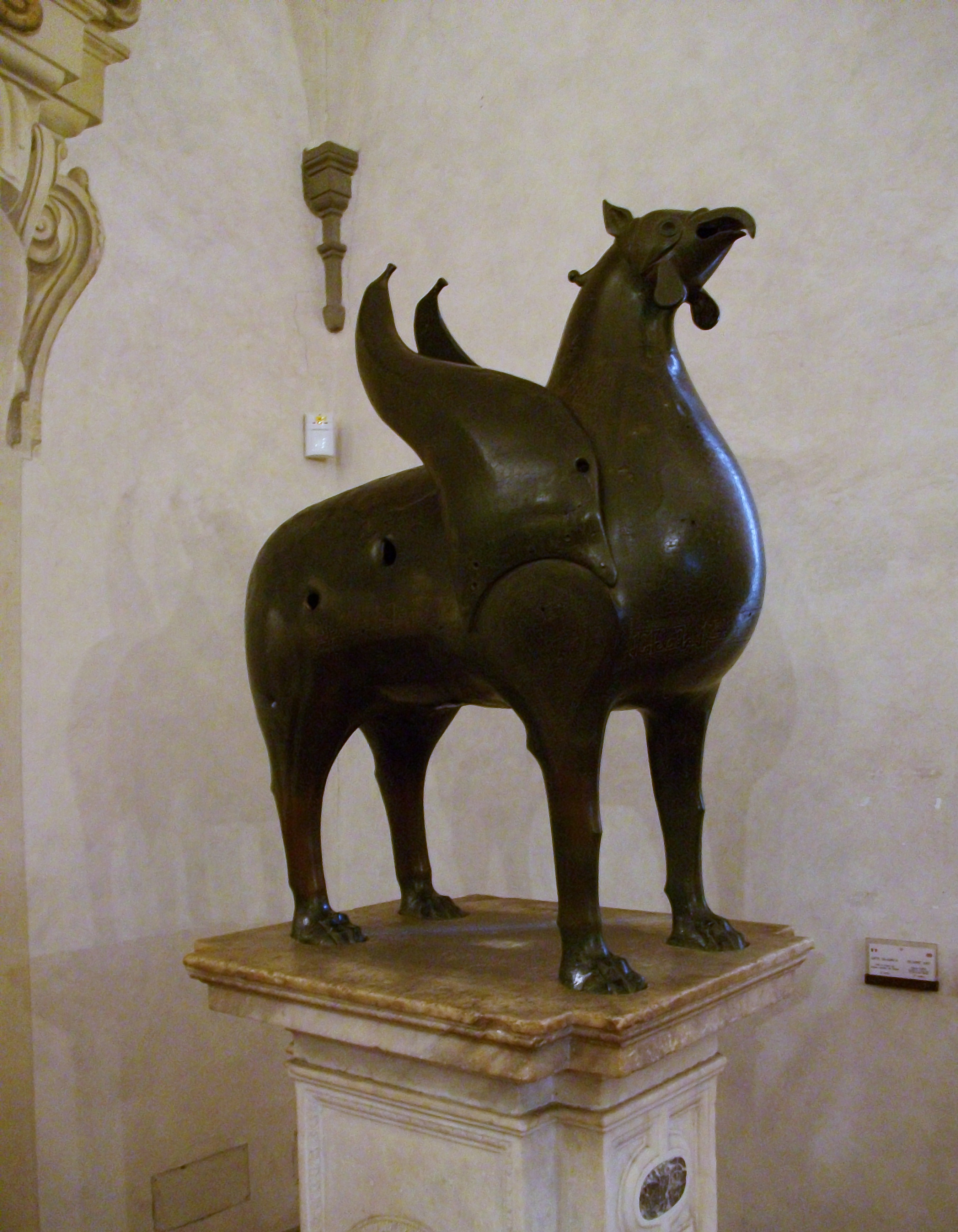
Le griffon
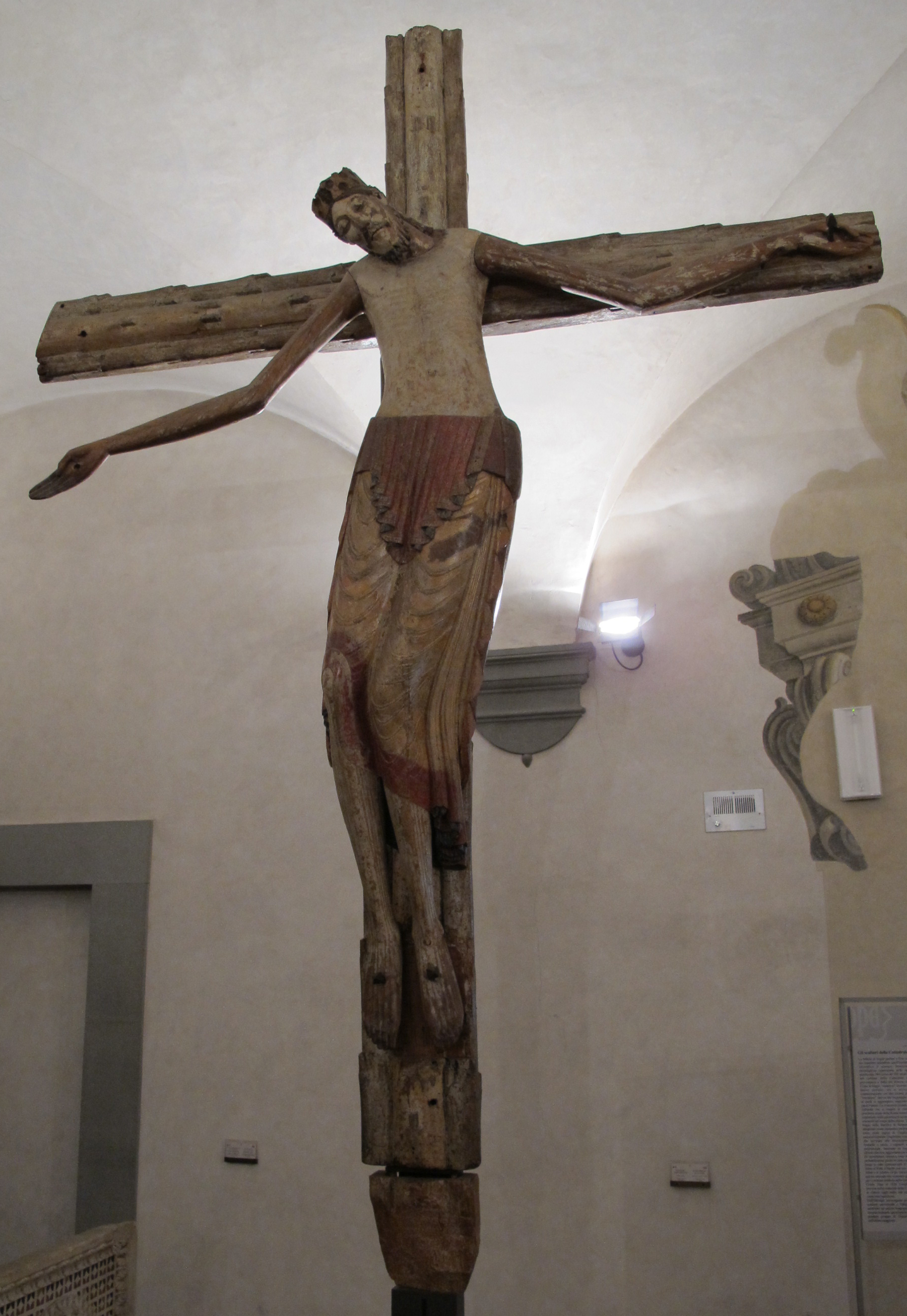
crucifix style bourguignon

### Salle 4, éléments provenant du campanile
La salle suivante contient une maquette en bois du campanile exécutée en 1992 par le professeur Giancarlo Geri (1935-2008), restaurateur des mobiliers en bois auprès des Œuvres de la cathédrale pisane.
On y trouve aussi de petits chapiteaux et une mosaïque de marbre, qui de même, proviennent du campanile.

### Salle 5, éléments provenant dubaptistère
En cette salle sont exposés :
- de nombreux petits fragments en provenance du baptistère,
- trois mascarons et deux têtes en marbre réalisés par Nicola Pisano,
- un pied de colonne avec un lionceau en marbre de la fin du XIIe siècle,
- des fragments de corniche de la clôture du presbytère en marbres polychromes de Guido da Como (milieu du XIIIe siècle),
- on trouve également une maquette fort intéressante en bois, qui est un écorché du baptistère, réalisée par Giancarlo Geri à l'échelle 1/31. Elle met en évidence la conformation originale de la couverture tronc-pyramidale à base dodécagonale à l'intérieur et semi-sphérique à l'extérieur,
- une reconstitution en plâtre (échelle 1/7) réalisée par Giuseppe Fontana en 1867 qui n'appartient pas au baptistère : il s'agit en effet d'une maquette approximative de la chaire de la cathédrale[4], réalisée par Giovanni Pisano.

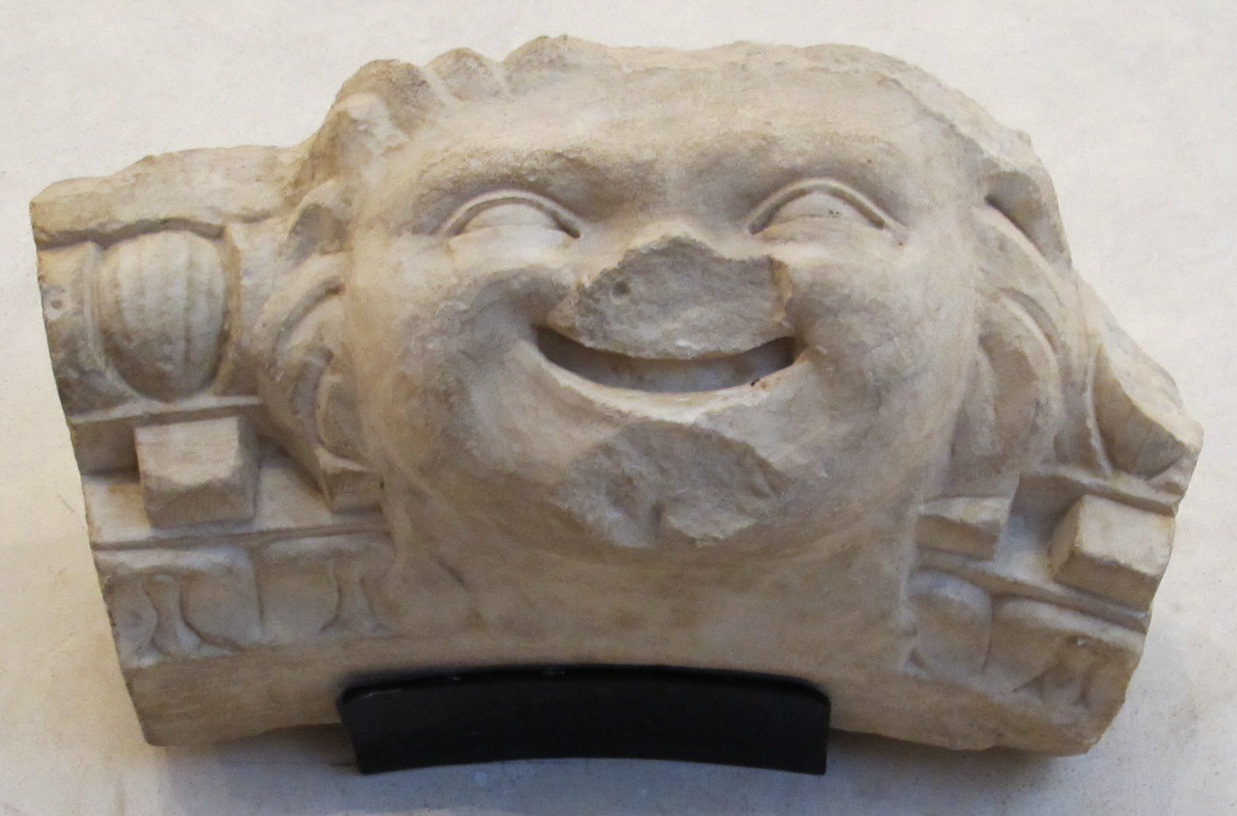
Fragment, Nicola Pisano
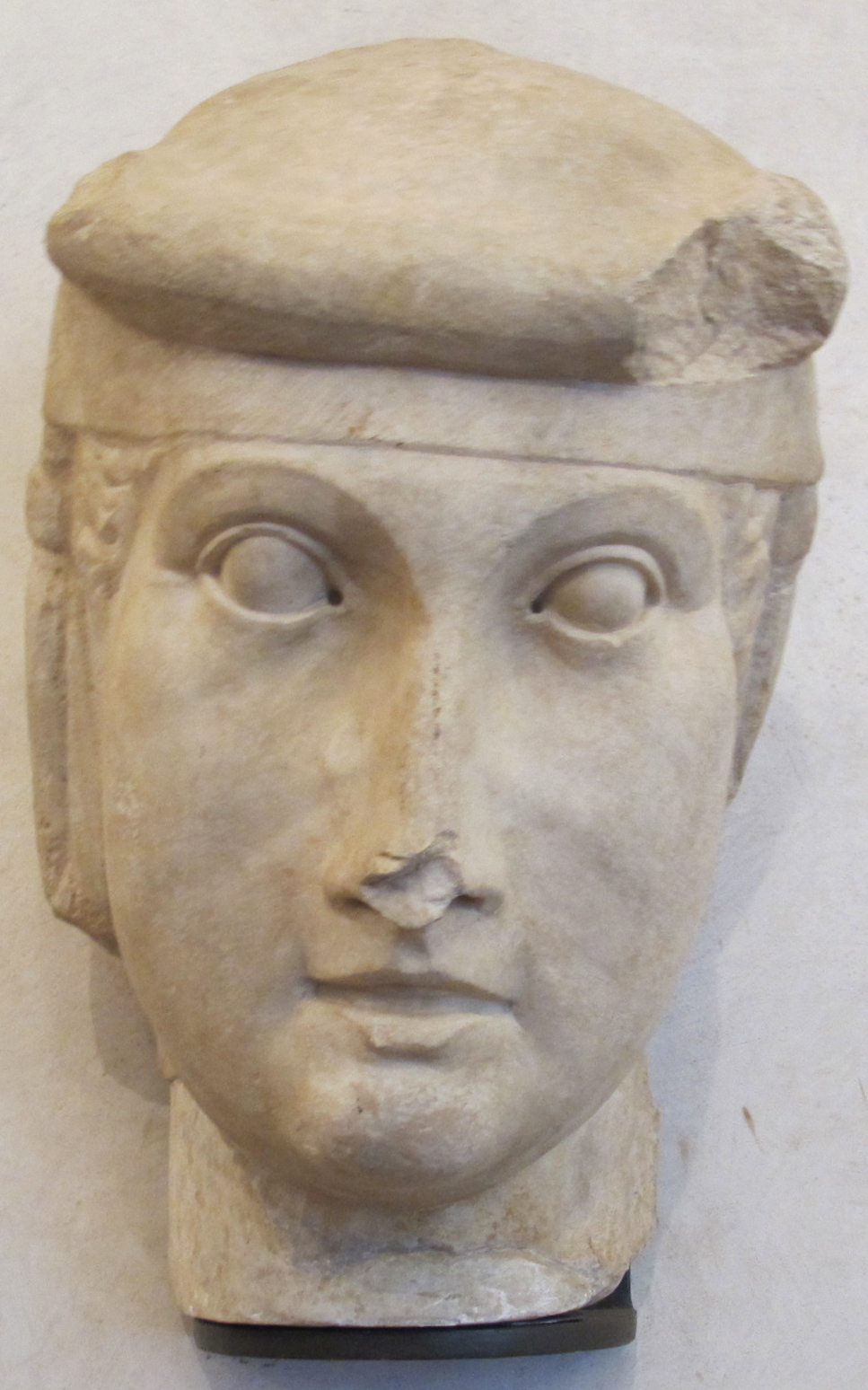
Fragment, Nicola Pisano
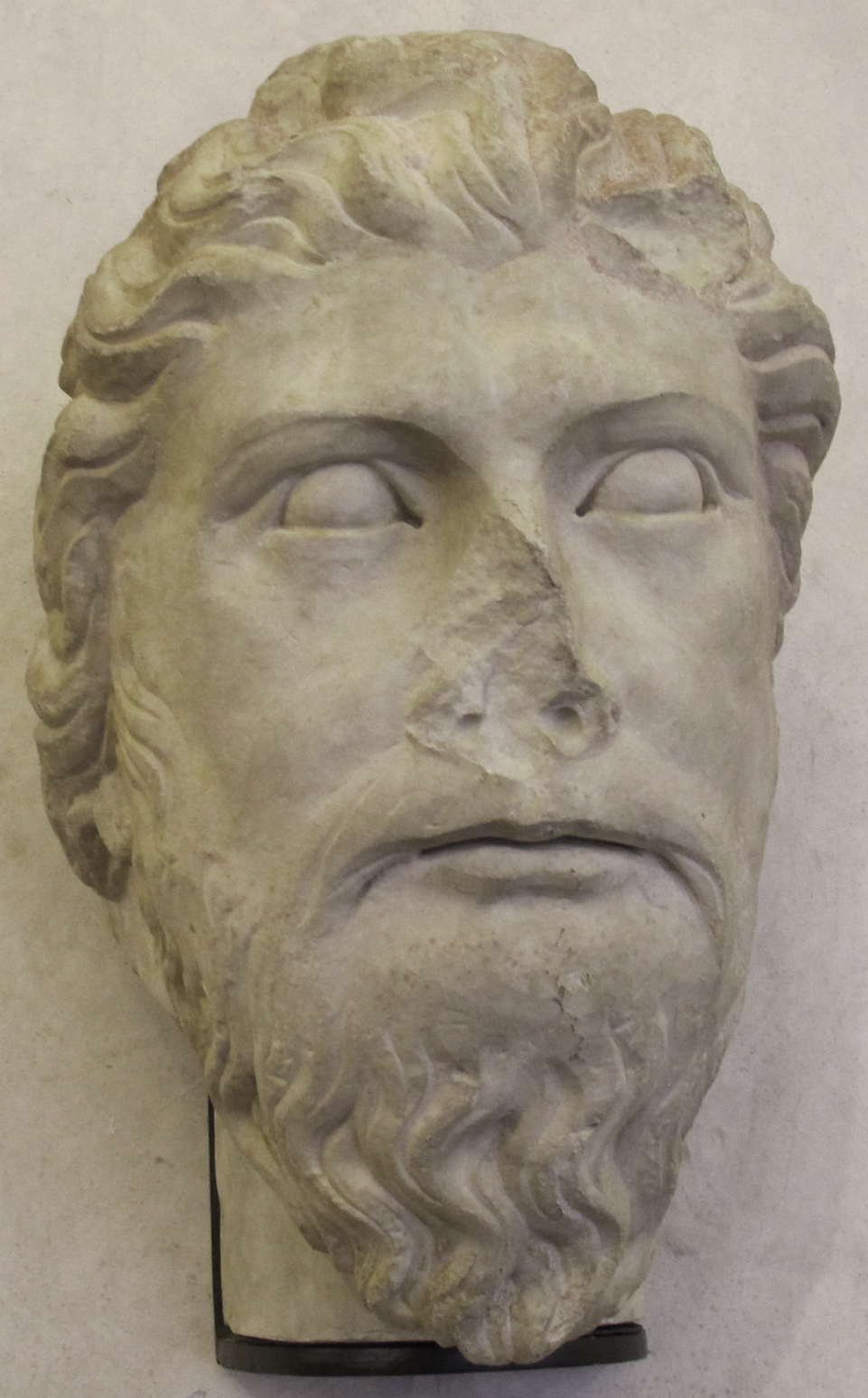
Tête, Nicola Pisano
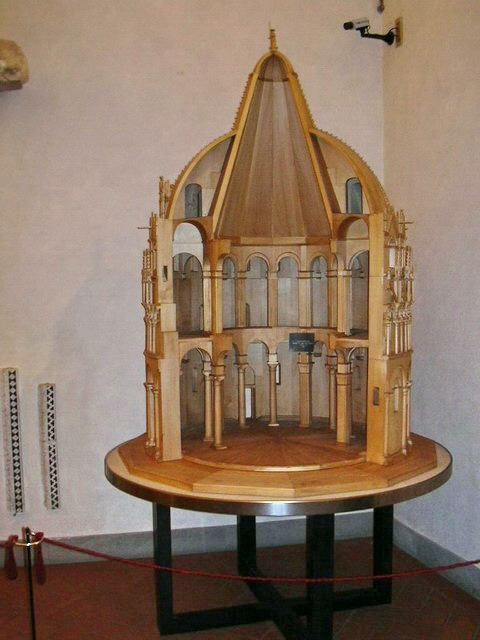
Maquette du baptistère de Pise

### Salle 6, statues du baptistère
La salle s'impose immédiatement à la vue car elle fait partie d'un antique donjon aujourd'hui englobé dans le corps du bâtiment. La fresque sur la voûte, représente le Christ pantocrator entouré des symboles des Évangélistes, elle remonte au XIIIe siècle.
Sont exposées dans cette salle, les statues originales du baptistère, qui ont été sculptées par Giovanni Pisano. 23 d'entre elles, en calcaire de San Giuliano Terme, décoraient à l'origine, les gables du second niveau du baptistère, elles sont conservées ici afin de les protéger des agressions atmosphériques qui les ont déjà notablement corrodées. Elles furent enlevées entre 1846 et 1946 et exposées initialement à l'intérieur du baptistère avant d'être placées dans le musée. Elles représentent, à l'exception de deux guerriers et d'un prophète, des personnages féminins.
Sont également présents ici, trois bustes de Giovanni, provenant aussi du baptistère : une Vierge, un Christ bénissant et Saint Jean l'Évangéliste.

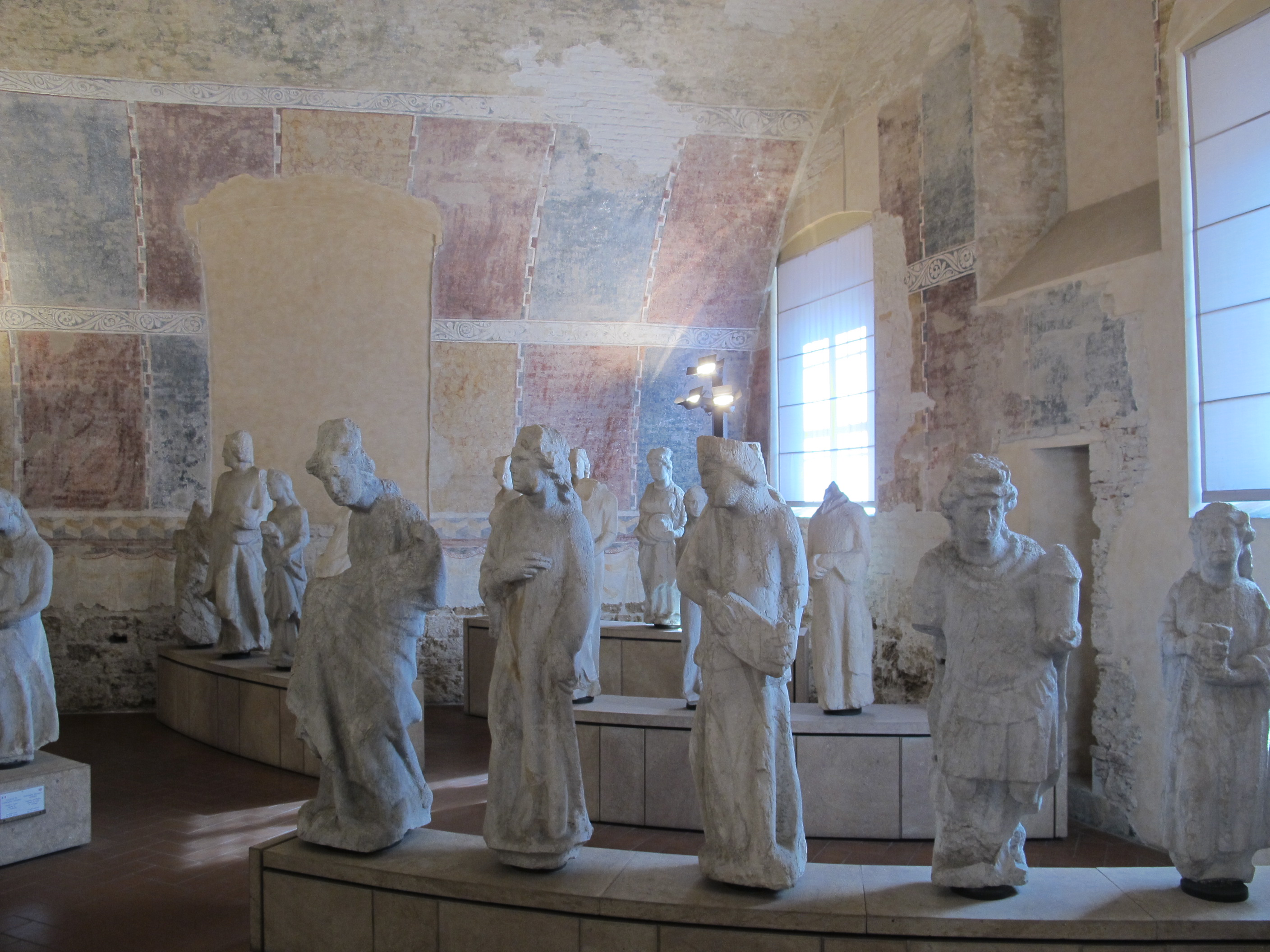
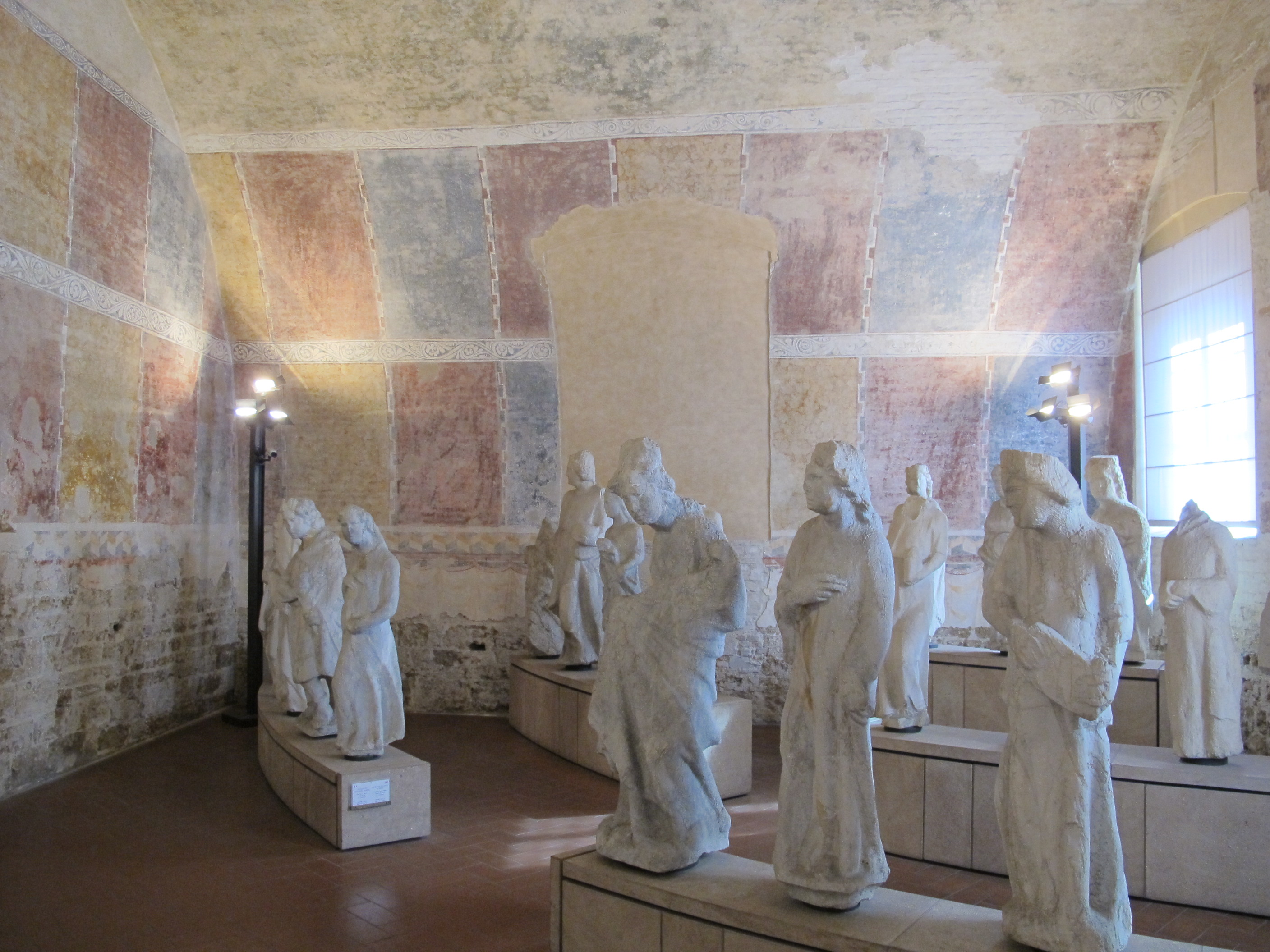
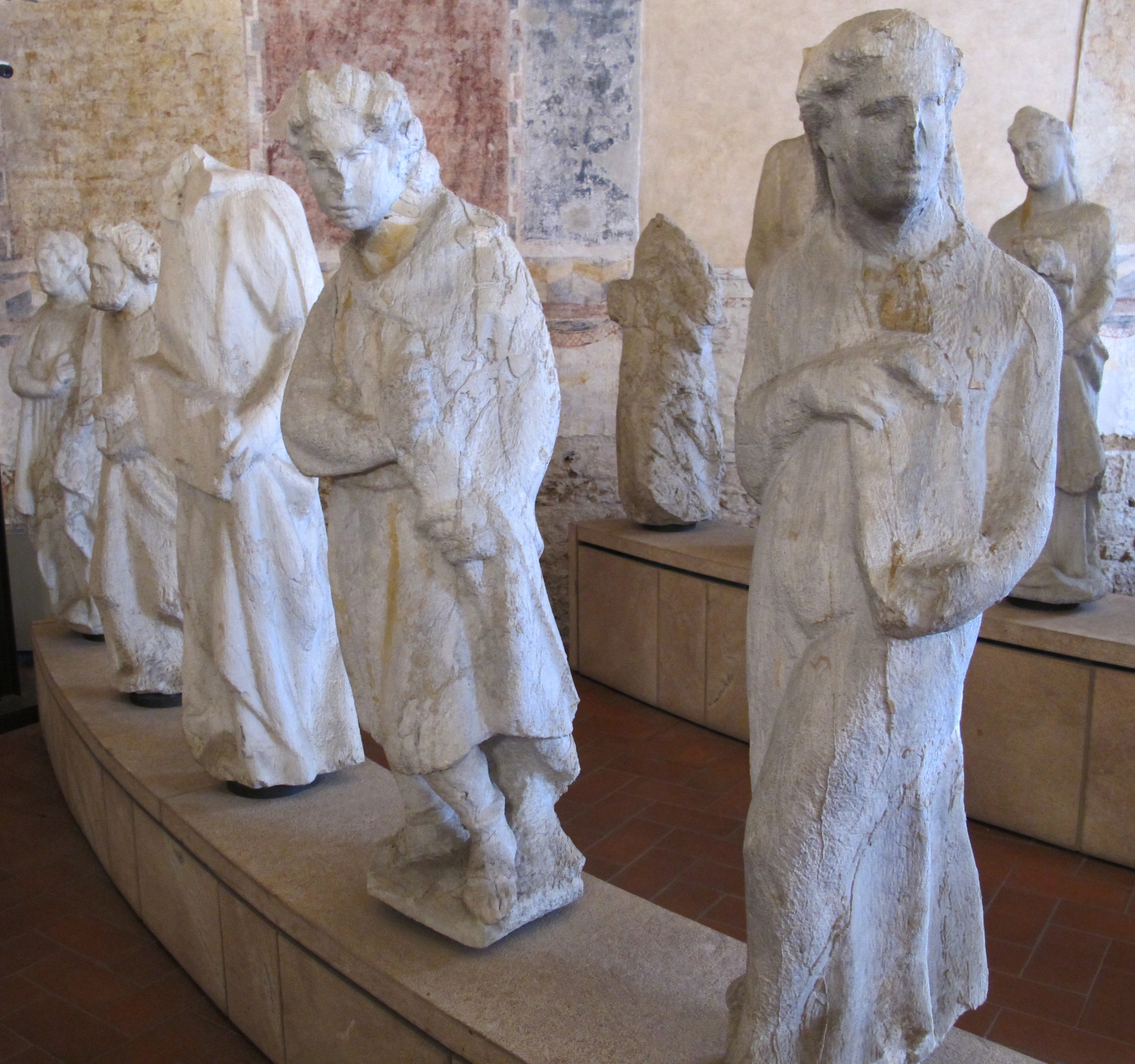

### Galerie couverte du cloître
En continuation de la salle 6, sont exposés sous la galerie, les grands bustes en marbre de San Giuliano Terme, sculptés par Giovanni probablement au cours de la décennie 1270, qui servaient à la décoration du niveau du baptistère réalisé par son père, Nicola Pisano. Ils étaient placés au-dessus de l'arcature. Pour les protéger, des copies leur furent substituées, les originaux furent, dans un premier temps, mis à l'abri à l'intérieur du baptistère, cela jusqu'à l'ouverture du musée. Dans l'ordre où ils se trouvent, ils représentent : saint Jean-Baptiste ; Moïse ; saint Luc ; saint Matthieu ; une Vierge à l'enfant ; saint Jean l'Évangéliste ; saint Marc ; le roi David ; un prophète non identifié.
On découvre encore en ce lieu, en plus d'une vue splendide sur le campanile, un vase (1617-1618) de Francesco Giolo, qui fut un temps à l'intérieur de la cathédrale et quelques statues de Tino di Camaino qui à l'origine faisaient partie du sépulcre d'Henri VII de Luxembourg. Ce monument était placé dans l'abside de la cathédrale, derrière le maître-autel mais, pour des raisons politiques, il fut démantelé, endommagé ensuite par l'incendie de 1595 et en fin de compte, éparpillé dans plusieurs endroits de Pise comme le Camposanto ; quelques statues furent placées dans la partie haute de la façade de la cathédrale. Elles furent depuis remplacées par des copies et les originaux placés dans la présente galerie (d'autres éléments du sépulcre se trouvent en salle 8). Toutefois, la tombe est restée dans la cathédrale, elle se trouve dans le transept de San Ranieri.

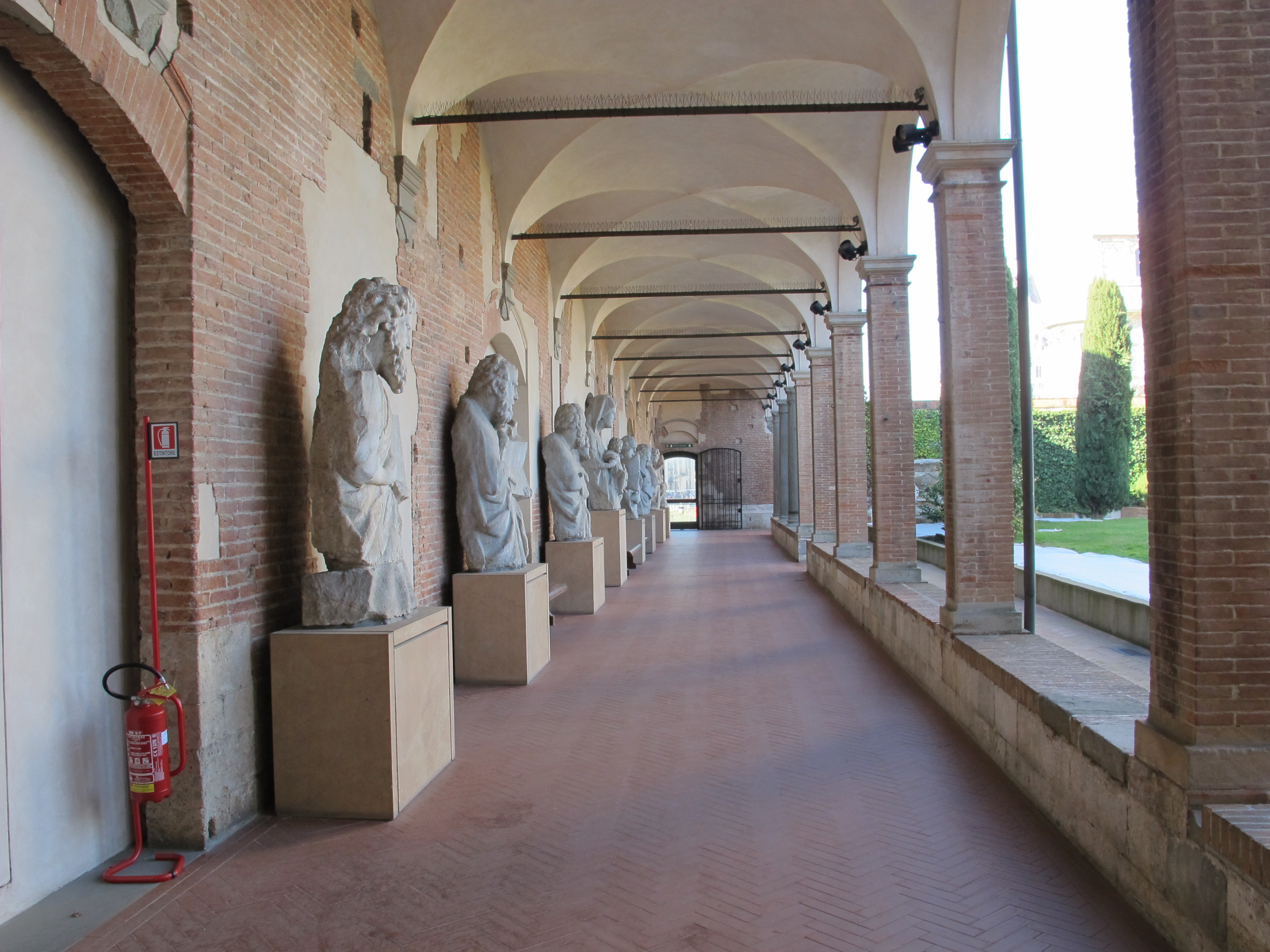
Nicola Pisano
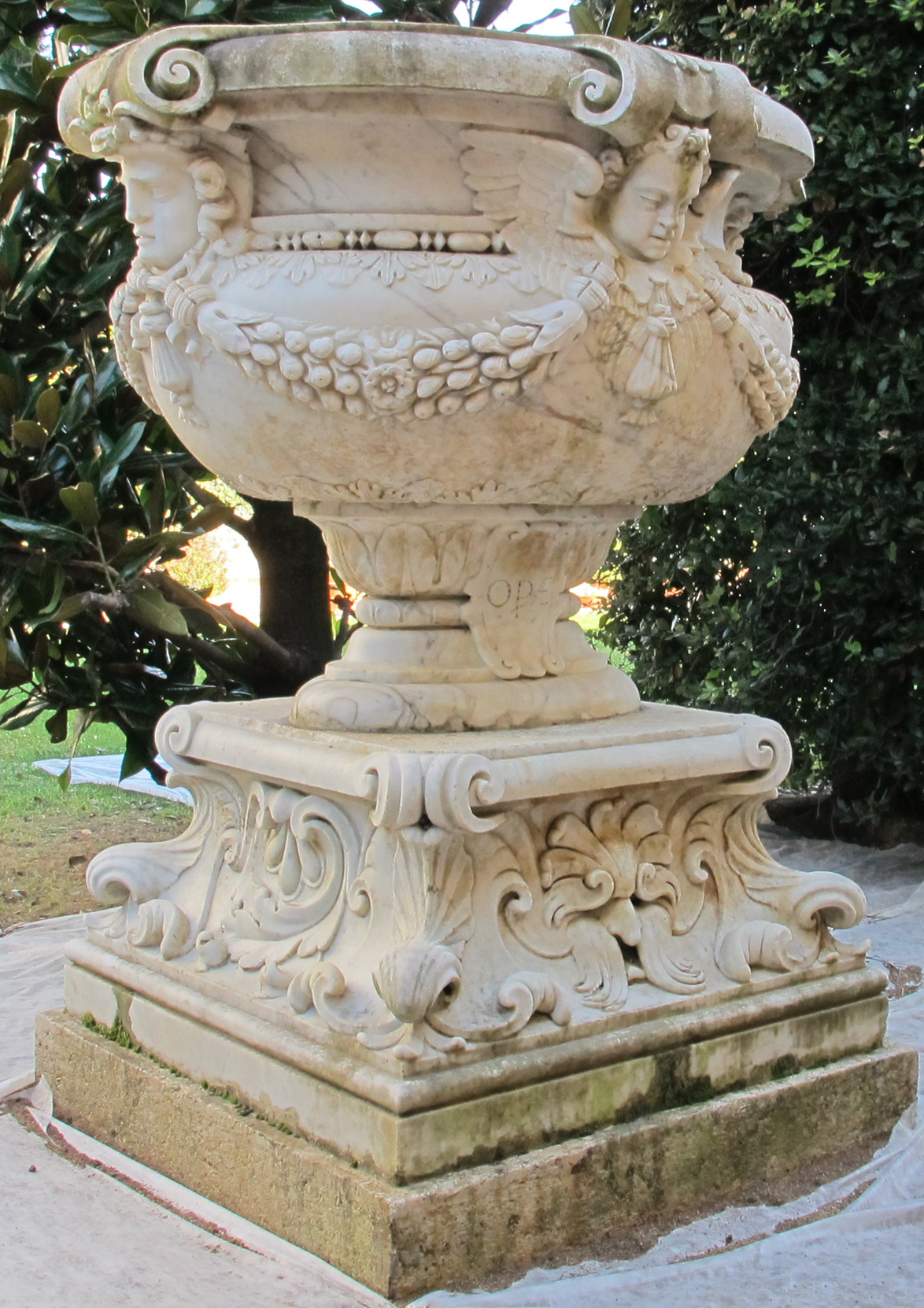
Francesco Giolo
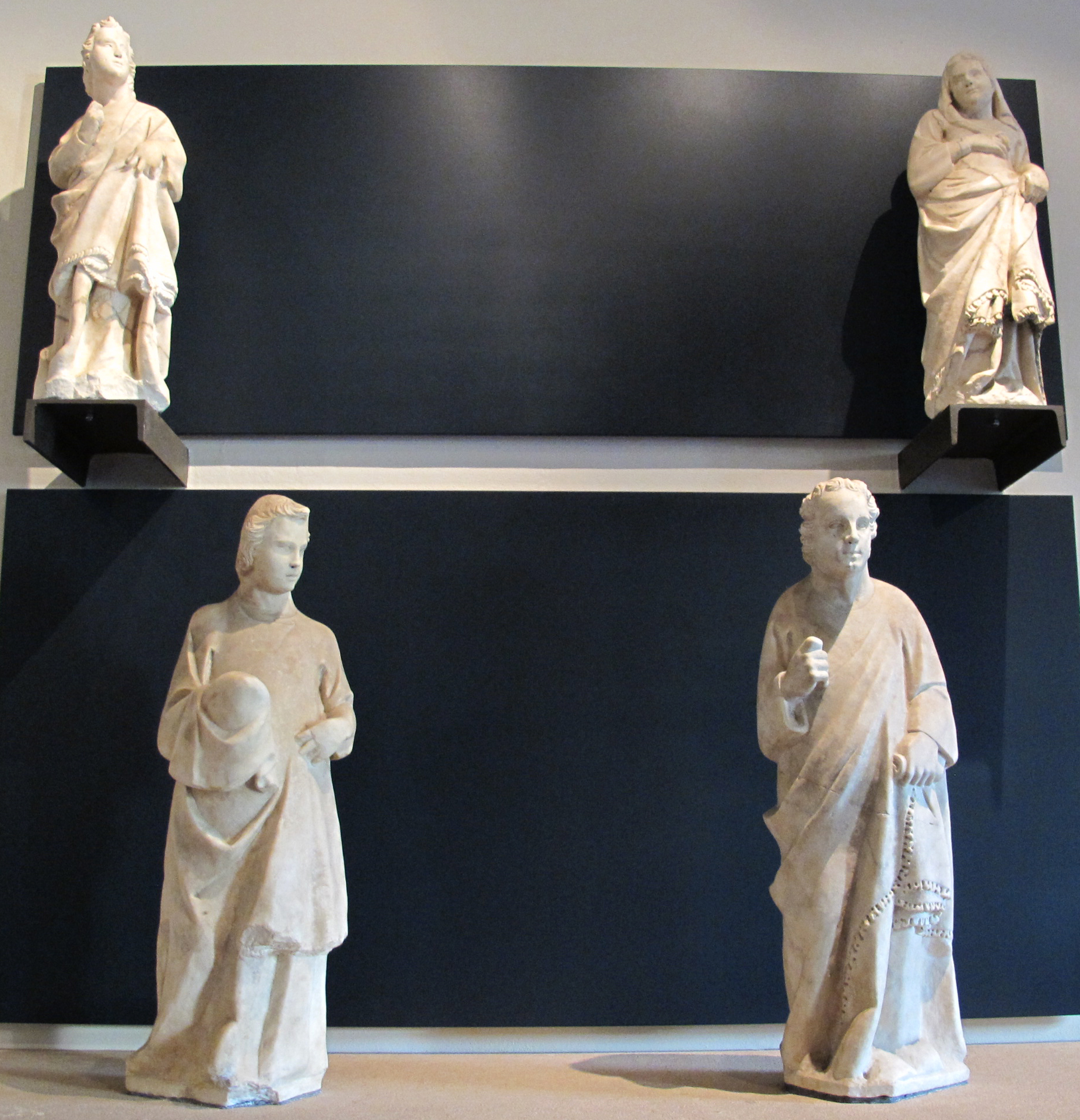
Tino di Camaino

### Salle 7, Giovanni Pisano
On accède à cette salle par un corridor dans lequel sont exposés 23 fragments sculptés avec des formes humaines et zoomorphiques, qui proviennent de l'assise de l'ancien mur qui, entre 1298 et le milieu du XIXe siècle, ceinturait la cathédrale. Il fut démonté afin de construire le parvis ; il n'en reste aujourd'hui en place qu'une longueur d'environ 25 m.
Dans la salle elle-même, se trouvent exposées sept œuvres en marbre de Giovanni :
- La Vierge à l'enfant, dite d'Henri VII, qui est datée de 1312 et se trouvait dans le tympan externe de la cathédrale, au-dessus de la porte de Bonanno, avec la statue d'une femme agenouillée et deux enfants au sein, allégorie de Pise (1312).
- Un triptyque de 1306 composé de Saint Jean-Baptiste et le commanditaire, au centre une Vierge à l'enfant, Saint Jean l'Évangéliste. Les trois statues étaient placées dans le tympan au-dessus de la porte du baptistère.
- Un buste en deux blocs de marbre, représentant une Vierge à l'enfant, dite la Madonna del colloquio[7] qui date du milieu du XIIIe siècle et était placée dans le tympan externe au-dessus de la porte du transept qui fait face à la sacristie de la cathédrale (opposé au transept de San Ranieri).

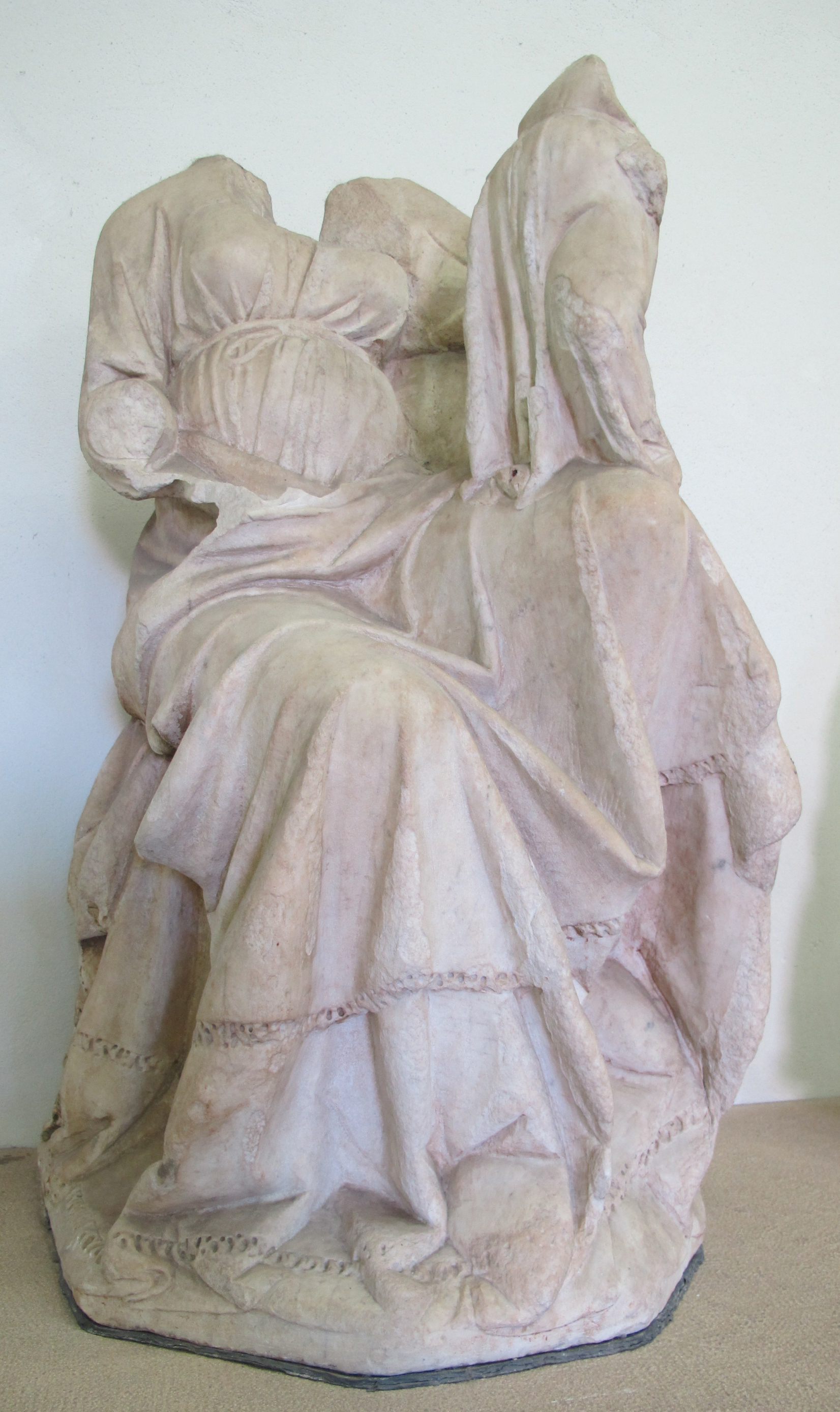
Vierge à l'enfant dite d'Henri VII
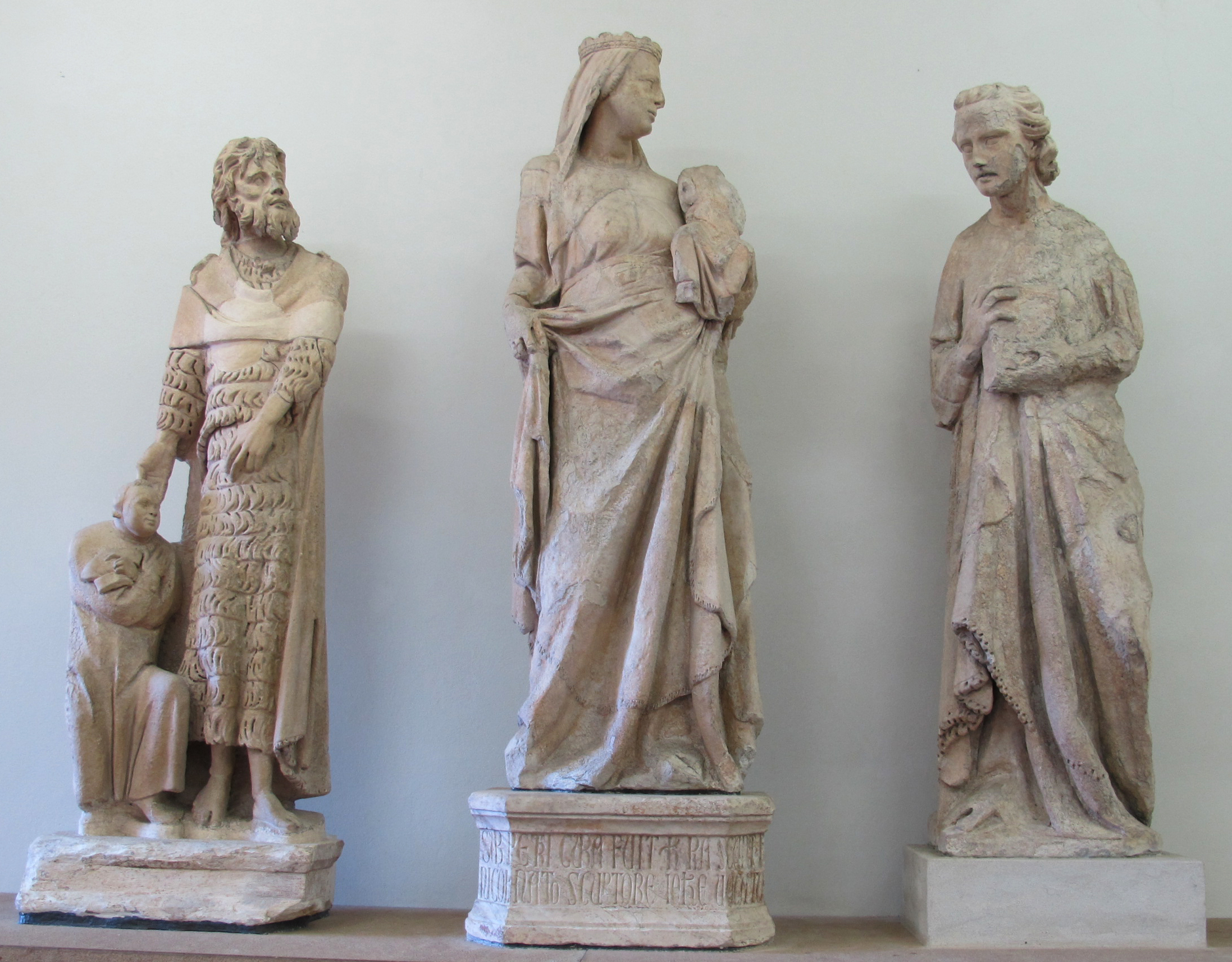
Vierge à l'enfant et les deux St Jean
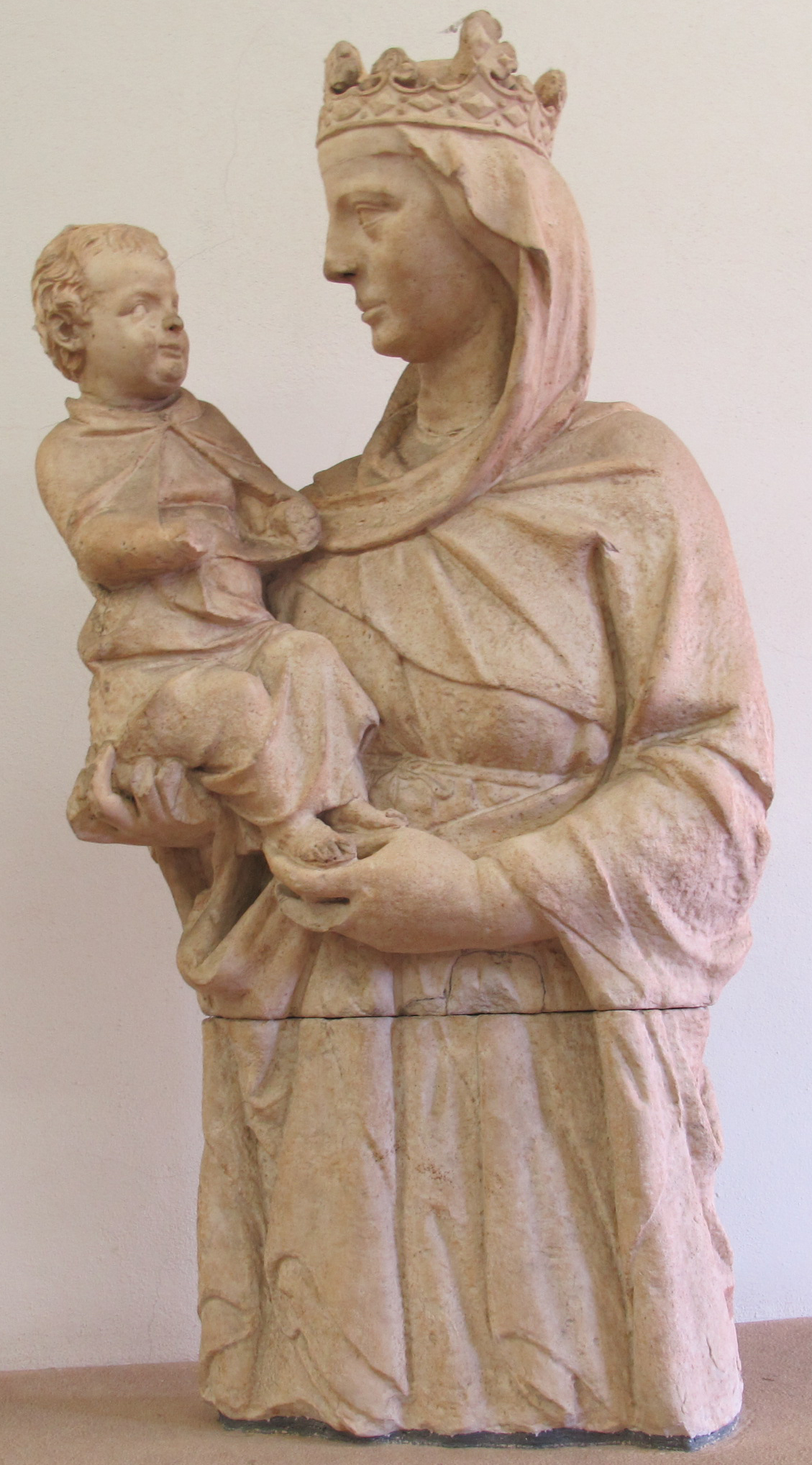
La Madonna del colloquio

### Salle 8, Henri VII de Luxembourg
Cette salle est dédiée à Tino di Camaino (1280 env.-1337) qui fut maître-d'œuvre de l'Opera de la cathédrale. L'une de ses œuvres majeures fut le monument funéraire d'Henri VII (dont il a déjà été question en parcourant la galerie couverte du cloître). De ce sépulcre est exposé dans cette salle un groupe de cinq statues de 1315, composé au centre de l'Empereur entouré de ses conseillers. Sont présents aussi, provenant probablement du même ensemble, une Vierge et un morceau de colonne sculpté.
Complétant la salle on trouve également :
- quelques fragments d'un font baptismale en marbre polychrome de 1311, qui fut détruit durant l'incendie de la cathédrale,
- l'ancienne tombe-autel (1305) de San Ranieri, qui se trouvait à l'emplacement actuel de la tombe de San Guido,
- quelques fragments du XIVe siècle, provenant du soubassement du mur de ceinture de la cathédrale.

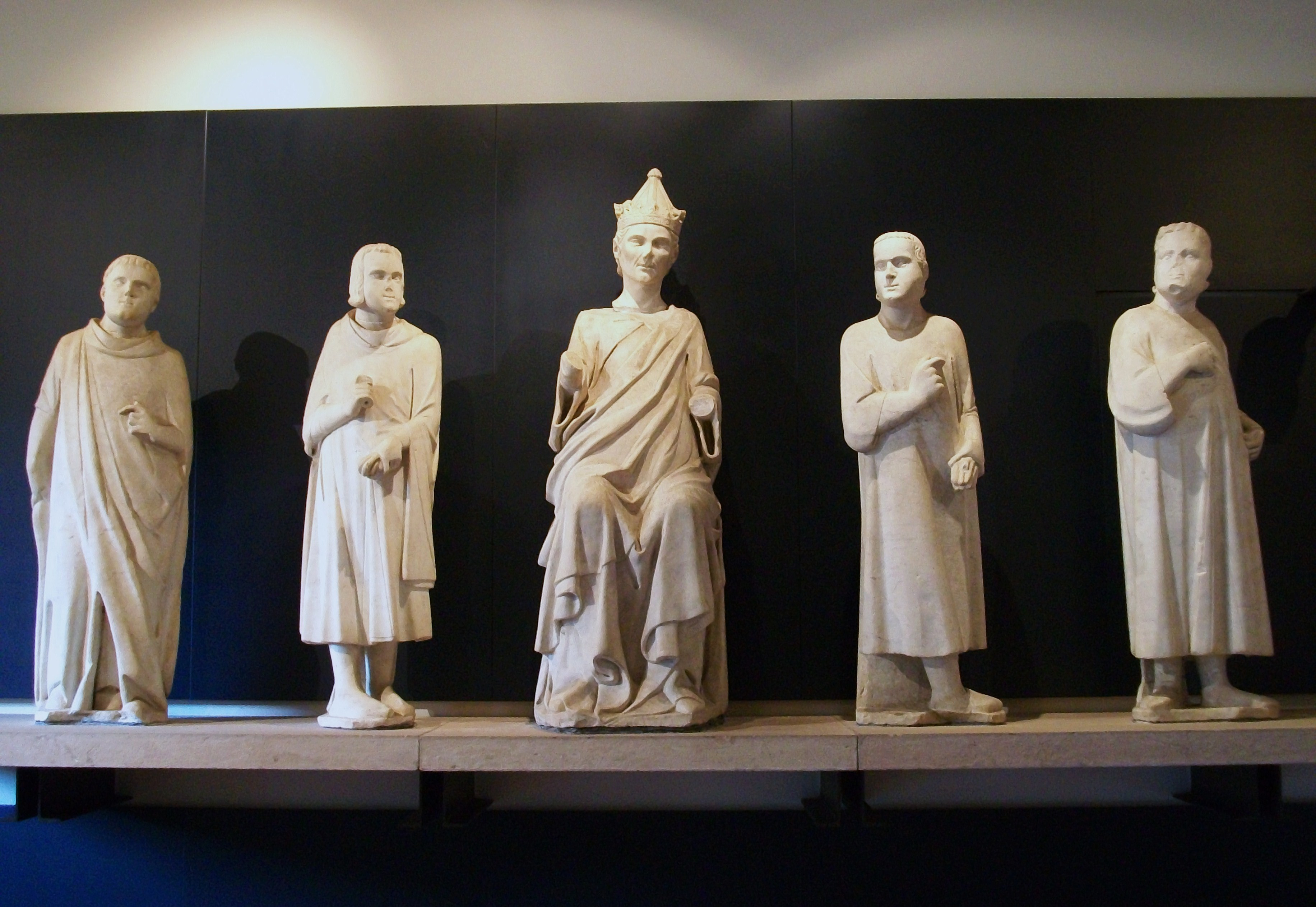
Statues du sépulcre d'Henri VII
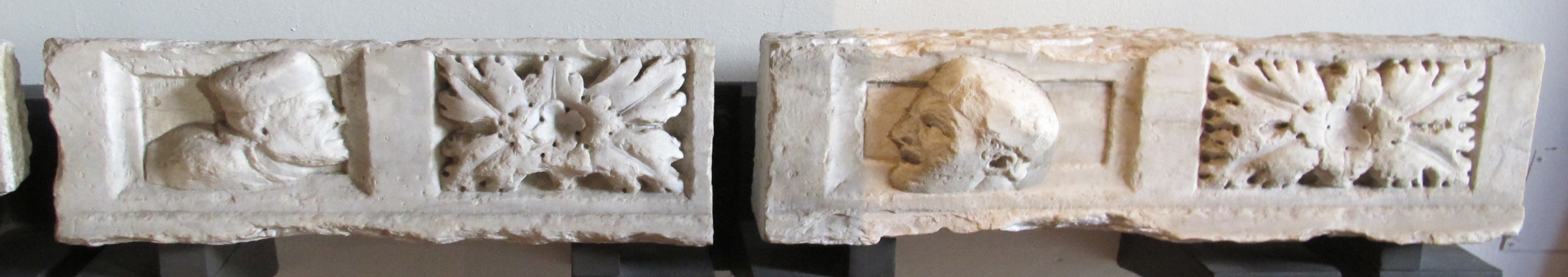
center>Fragment du mur de la cathédrale
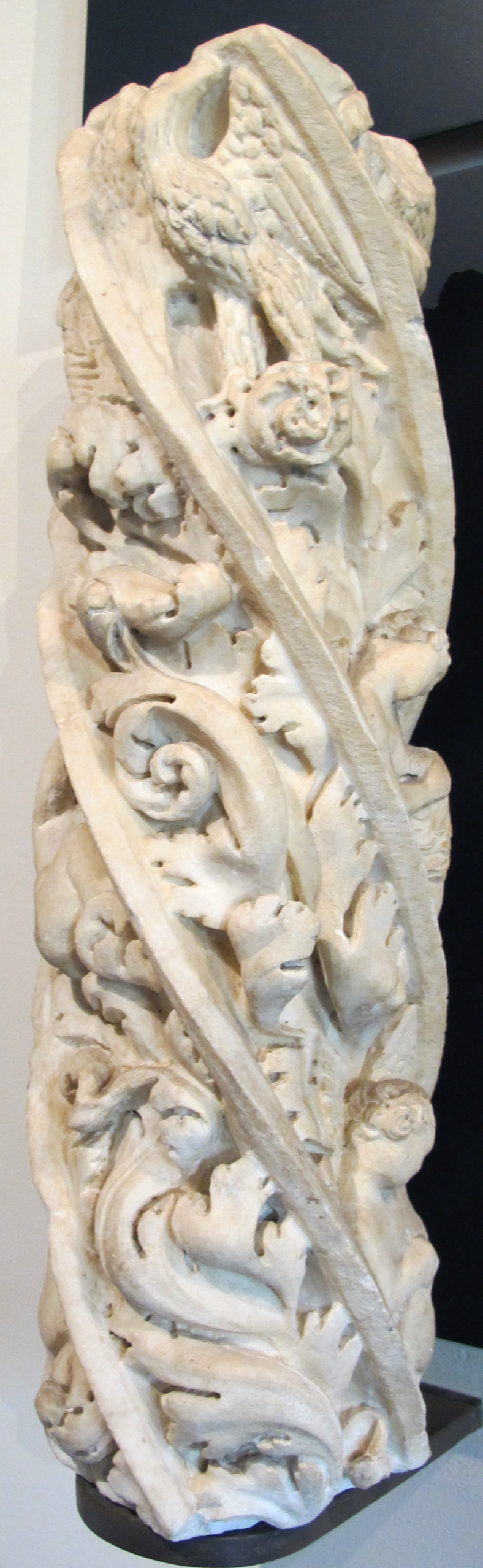
Fragment de colonne

### Salle 9,Nino Pisano
Cette salle est réservée à Nino Pisani, frère de Tommaso et fils d'Andrea Pisano.
Les deux œuvres les plus importantes de la salle sont :
- Le sépulcre de l'archevêque Giovanni Scarlatti (milieu du XIe siècle), en marbre avec des traces de polychromie et une inscription datée de 1363,
- Le sépulcre de l'archevêque Francesco Moricotti (milieu du XIVe siècle), avec une inscription datée de 1395.

Les deux monuments sont assez semblables ; au-dessus de la tombe se trouve le gisant du défunt. Les tombes elles-mêmes sont décorées de trois panneaux en bas-relief. Quatre statues : Saint Paul, Saint Pierre, Saint François, un évêque, devaient se trouver placées aux angles des monuments.
Se trouvent aussi dans la salle, des fragments en marbre de pinacles et de gables du XIVe siècle, provenant du baptistère et sont de la main de maîtres pisans.

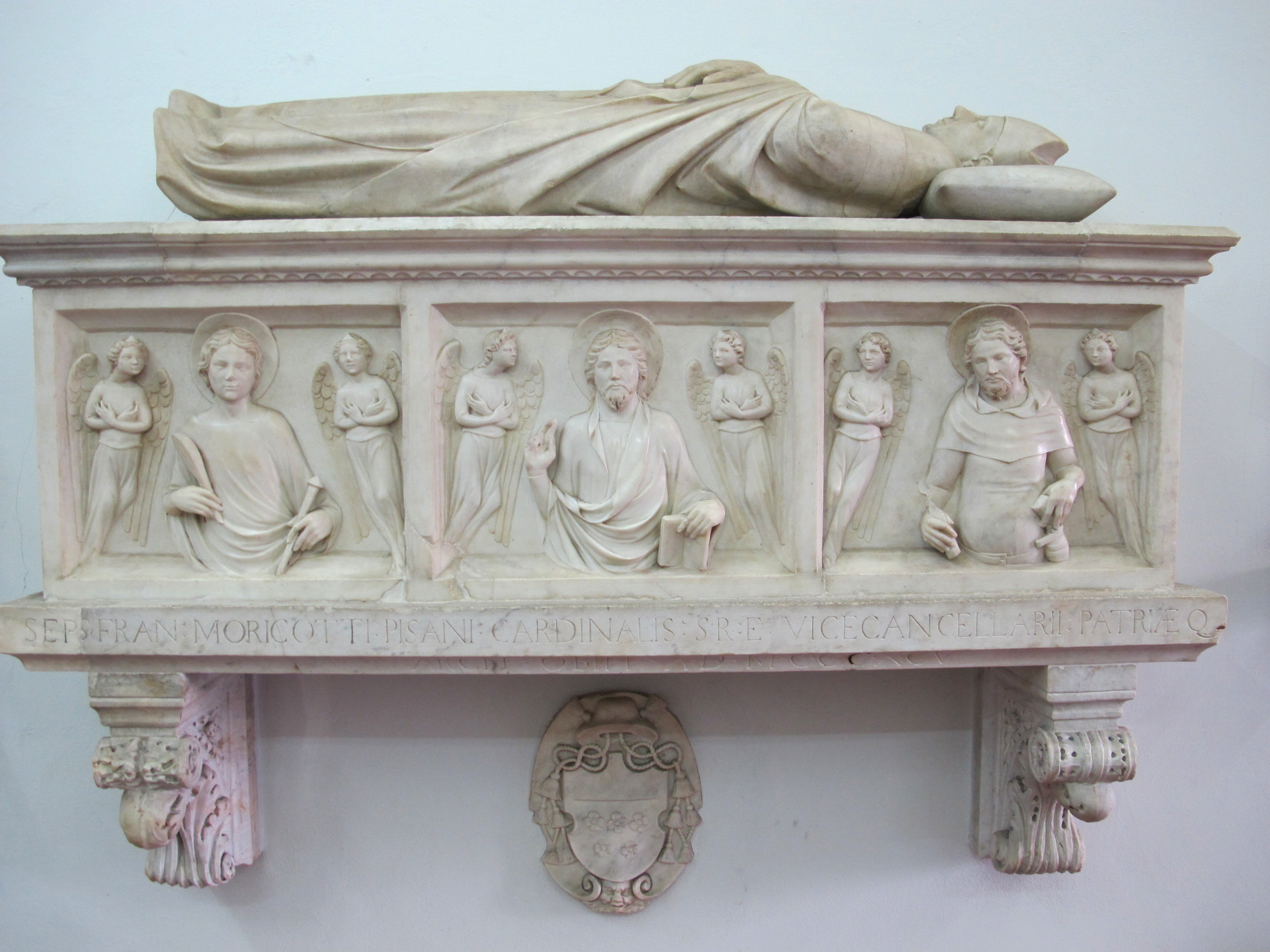
Tombe de l'archevêque Francesco Moricotti
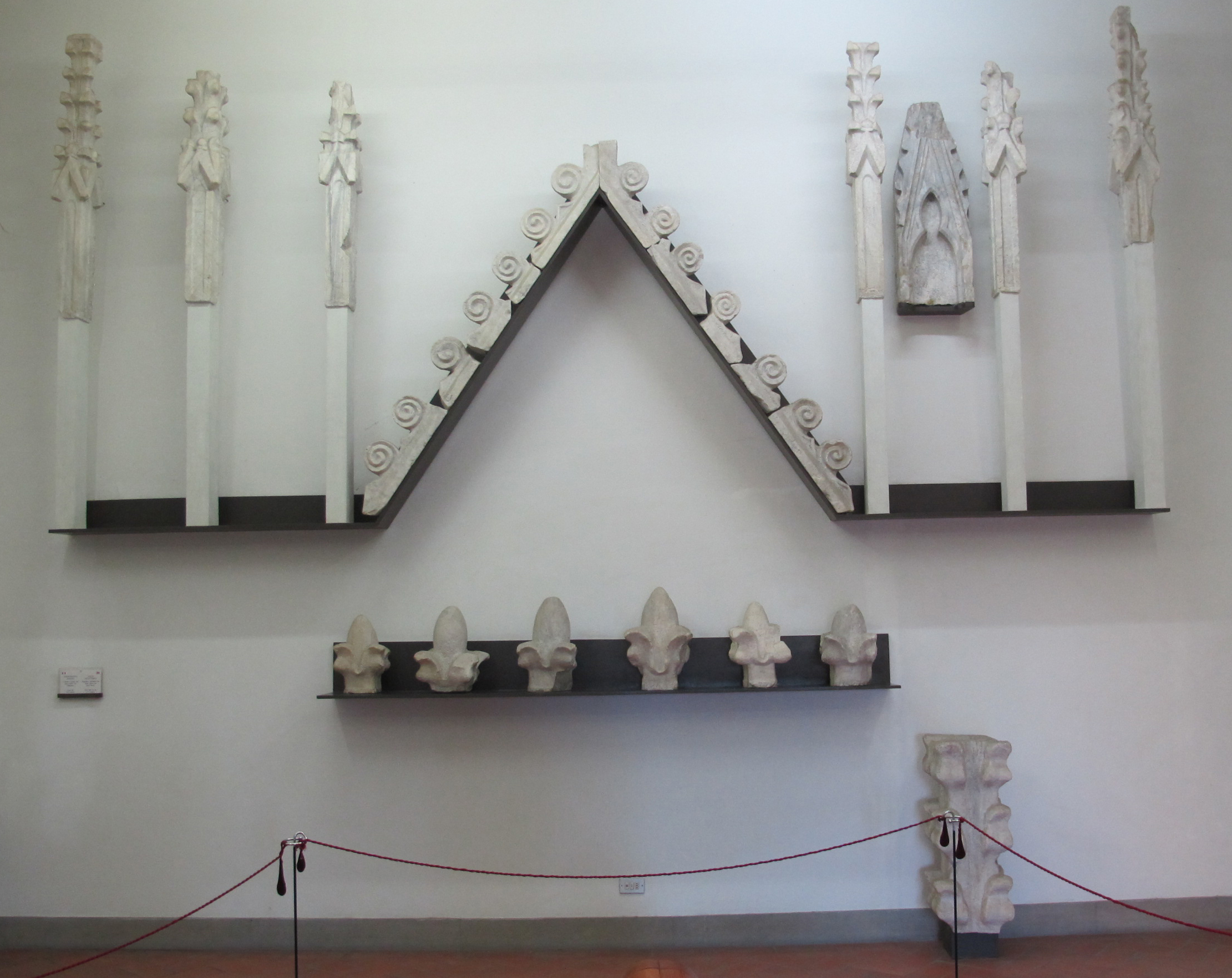
Œuvres de maîtres pisans, baptistère
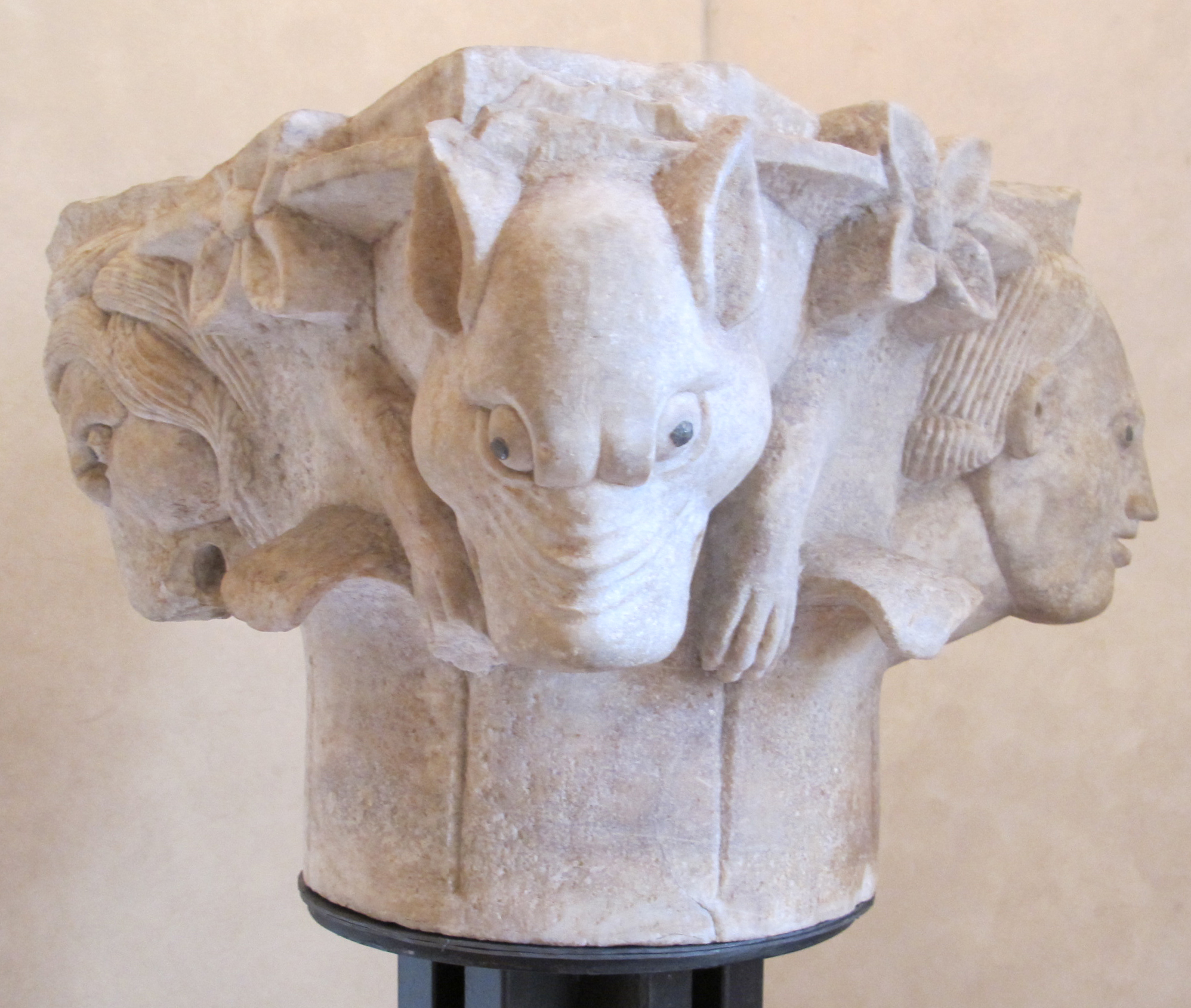
Chapiteau du campanile, maîtres pisans

### Salle 10, Andrea Guardi
Se trouve dans la salle, le monument funéraire en marbre d'Andrea Guardi pour l'archevêque Pietro Ricci, qui porte la date de 1418. Aujourd'hui, le monument est incomplet du fait de nombreux déplacements à l'intérieur de la cathédrale et au Camposanto.
De Guardi se trouvent aussi dans la salle, les statues d'une Vierge à l'enfant entre Saint Jean-Baptiste et Saint Jean l'Évangéliste, qui se trouvaient placées au-dessus de la porte du campanile.
Divers ateliers de Carrare au XVIe siècle, sont représentés par des colonnettes porte-candélabres et un chapiteau de 1527.

### Salle 11, trésor de la cathédrale
La salle contient les pièces les plus anciennes de ce que l'on appelle le "trésor" de la cathédrale. Il s'agit de reliquaires et d'objets religieux qui étaient conservés par la cathédrale. On y trouve en particulier : 
- Un coffre en ivoire à rosettes (œuvre byzantine du début du XIe siècle), sur lequel sont représentés des putti et des animaux de diverses sortes, d'inspiration syriaque.
- Une croix dite dei Pisani (œuvre italienne du XIIe siècle) en argent, cuivre doré et serpentine. La tradition veut que l'on tourne trois fois le crucifix pour inciter les pisans à donner l'assaut à Jérusalem au cours de la première croisade.
- Un reliquaire en cuivre émaillé et doré (œuvre de Limoges XIIIe siècle) qui conserve des pierres du Golgotha rapportées de la croisade.
- Un reliquaire en cuivre émaillé et doré (œuvre de Limoges XIIIe siècle) contenant un morceau de vêtement brodé, appartenant à San Ranieri quand il se trouvait au monastère de San Vito à Pise.
- Un coupon de soie de Chine brodé (œuvre lucquoise, première moitié du XIVe siècle), de couleur bleue, rose et blanche, avec des fils d'or. Le dessin représente des animaux.
- Une lunule d'ostensoir en argent doré (œuvre florentine du XIVe siècle), faisait partie d'un ostensoir argenté.
- Un reliquaire de Saint Clément, en marbre et cuivre doré (œuvre toscane du XVe siècle), l'urne quadrangulaire contient la pierre sur laquelle seraient tombées des gouttes de sang des narines du pape Clément durant la messe de consécration de l'autel de la basilique San Piero à Grado.
- Une bourse de messe dite pape Gélase, en soie brodée, or et velours rouge (œuvre toscane du XVe siècle) sur laquelle est brodé le pape sur son trône en habits pontificaux.
- Un crucifix en bois polychrome de Giovanni Pisano (fin du XIIIe siècle) noté comme crucifix d'Elci. Cette sculpture a été redécouverte fin 1986, car elle était enfermée depuis 1742 au-dessus du sépulcre de l'archevêque Francesco d'Elci, dans le transept nord de la cathédrale[8]. Auparavant, elle était placée sur l'autel du Saint Sacrement.
- Une Vierge à l'enfant de Giovanni Pisano (1299) qui est probablement la pièce la plus précieuse de la salle. Elle fut sculptée dans une défense d'éléphant et Giovanni en utilisa la courbure naturelle pour exprimer le déhanchement de la Vierge pour contrebalancer le poids de l'enfant. Cette pièce faisait partie d'un ensemble de sculptures en ivoire placées au-dessus du maître-autel de la cathédrale, desquelles toutes traces sont aujourd'hui perdues. La statue fut restaurée en quelques points. Autour du socle en ébène, d'une époque postérieure, a été ajoutée une relique de la Vierge.
- Un fragment de la dite ceinture de la cathédrale, en argent émaillé, avec des pierres précieuses sur un damas rouge (XIIIe-XIVe siècle).
- Une chape dite pape Gélase II (XVe siècle). Brodée sur une soie rouge, avec un grand galon doré et des Saints en buste dans des encadrements.
- Quelques frises avec des Saints en cuivre doré (milieu du XVIe siècle). Ces onze frises sur une soie rouge représentant onze Saints plus la Vierge, ornaient le maître-autel de la cathédrale. Elles sont attribuées à Jacopo d'Ognabene de Pistoia.
- Un antependium de 1325, en soie avec des broderies d'or et d'argent, au centre est représenté le couronnement de la Vierge entourée de cinq apôtres. Sur les côtés figurent des scènes de la vie de Jésus et de la Vierge. Sur le bord inférieur, une inscription rappelle que l'ouvrage fut offert à la cathédrale en mémoire de la mère de l'archevêque Giovanni da Pisa quand il fut nommé archevêque de Nicosie (œuvre toscane du XIVe siècle).

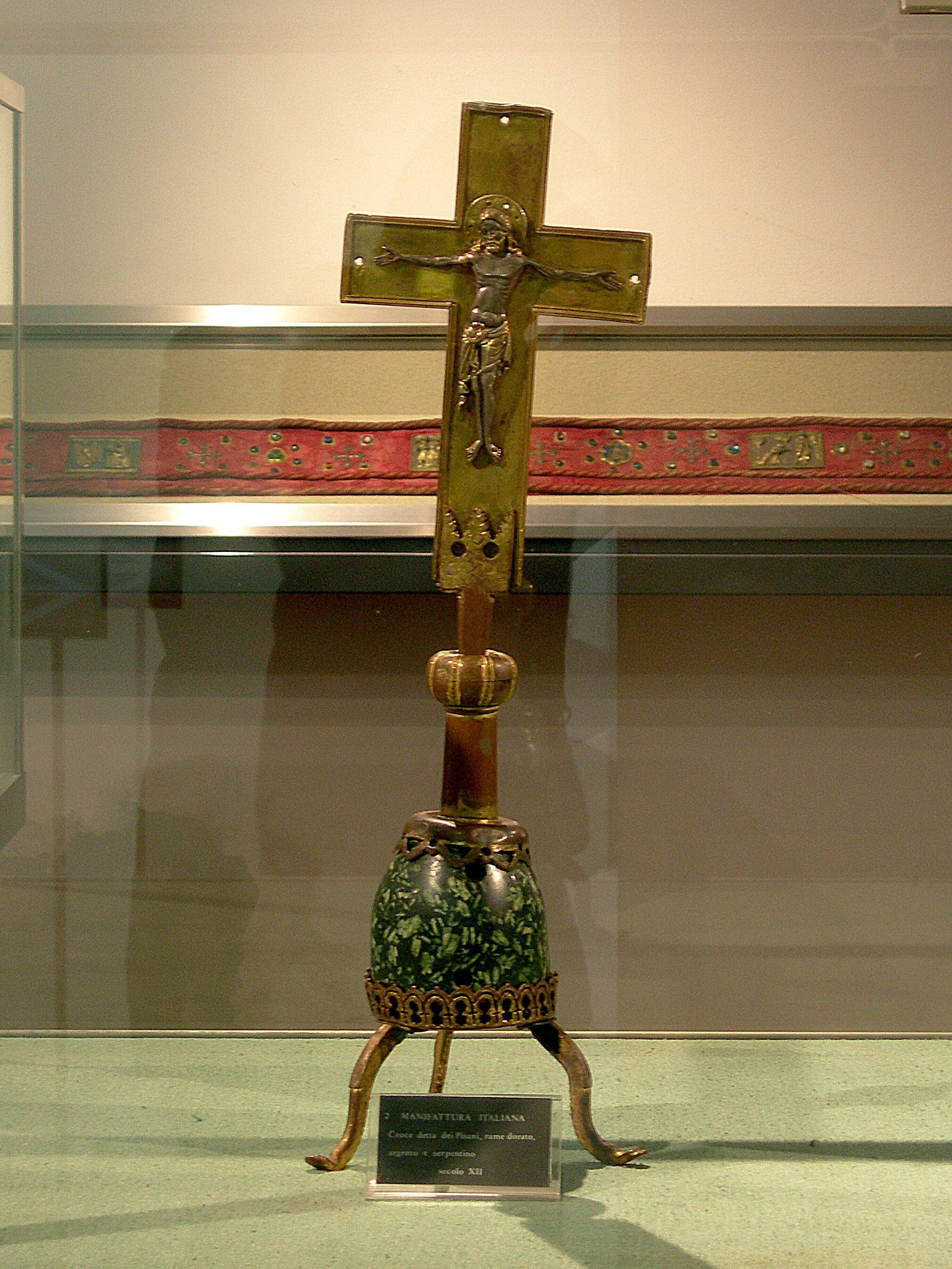
La croix des Pisans

### Salle 12, argenterie
Cette salle était la chapelle des séminaristes. Elle fut construite en 1700 et décorée de stuc. Elle contient des chefs-d'œuvre d'orfèvrerie.

## Premier étage

### Salle 13
Sont exposés ici :
- Une Vierge et Saints, tempera sur bois, atelier Benozzo Gozzoli,
- Deux anges porte-candélabre en marbre de Silvio Corsini (1528-1530),
- La chute de la manne, huile sur toile de B. Franco et S. Maruscelli (1537 et début du XVIIe siècle),
- Le banquet du roi Assuero, huile sur toile d'Aurelio Lomi (1620),
- Un revêtement pour le maître-autel de la cathédrale en noyer sculpté par G. Battista Riminaldi (1627-1633),
- Deux anges porte-candélabre en bois peint de G. Battista Riminaldi (1631).

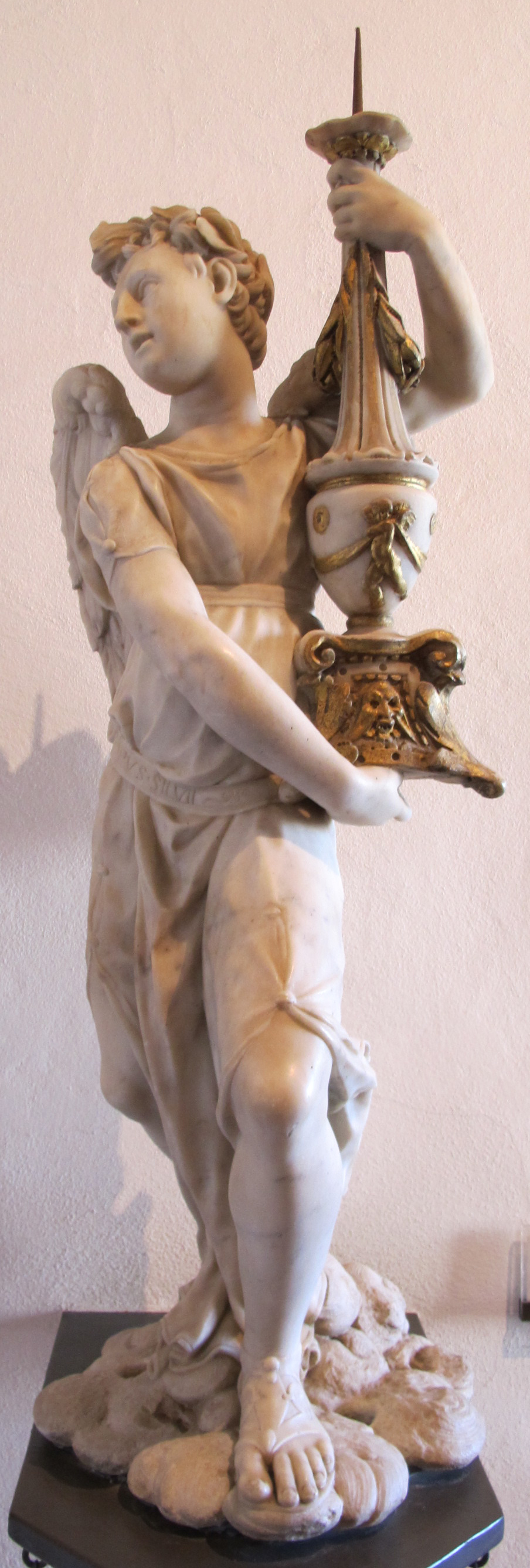
Silvio Corsini
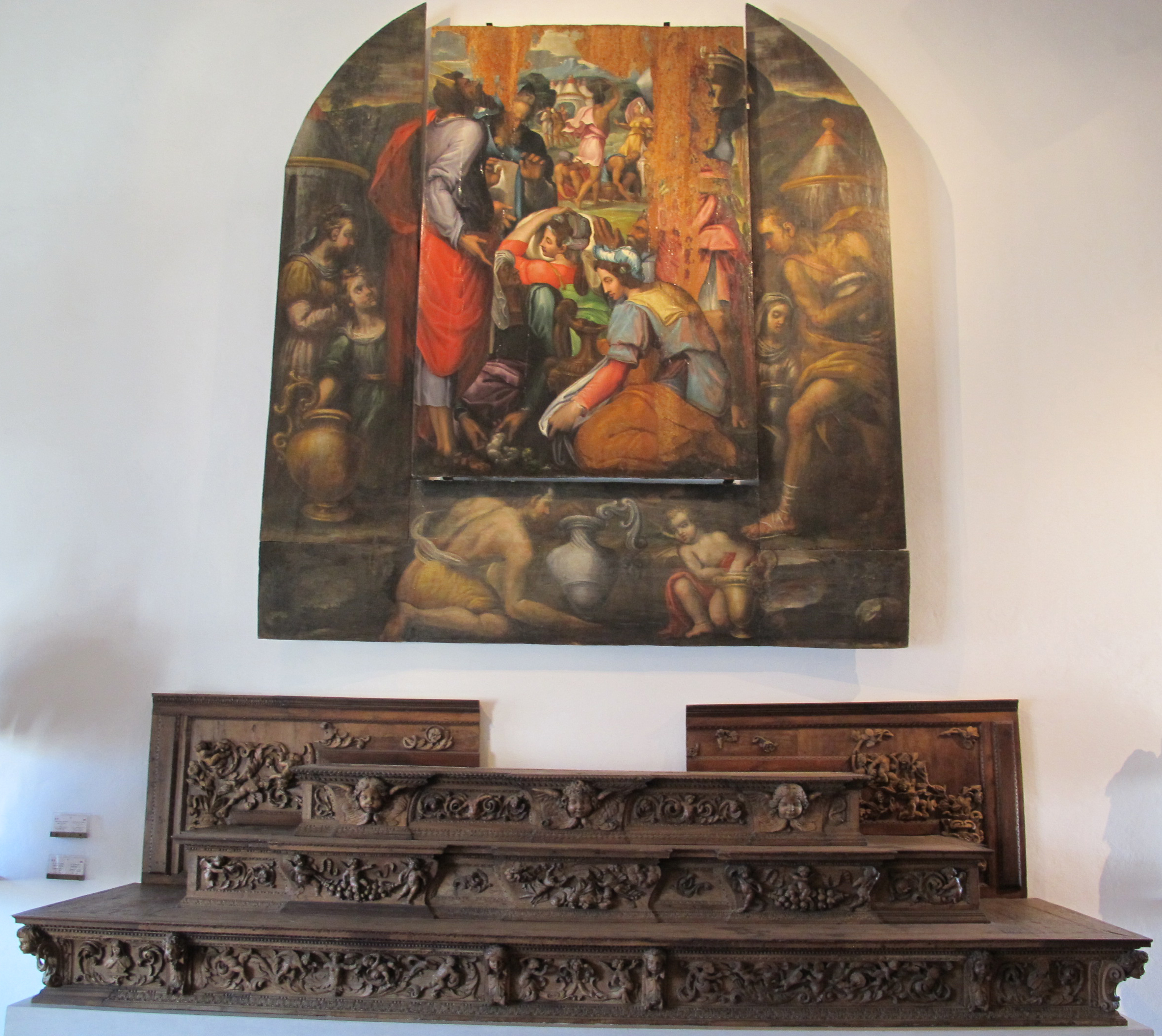
La chute de la manne et une estrade de Riminaldi

### Salle 14
Sont exposés :
- Un grand candélabre à quatre branches en bronze (1600),
- La mort de San Ranieri, huile sur toile de Francesco et Giuseppe Melani (1746), provient de la cathédrale,
- Le transport de la dépouille de San Guido, huile sur toile de Giovanni Domenico Ferretti (1752), provient de la cathédrale,
- l'Assomption de la Vierge, toile peinte des frères Melani (1705),
- l'Assomption de la vierge (tête de la Vierge), huile sur toile d'Orazio Riminaldi (1630). Cette toile est une copie de celle qu'il peignit dans la coupole de la cathédrale,
- l'Assomption de la Vierge, huile sur toile d'Orazio Riminaldi (1630), étude pour la décoration de la coupole,
- Modèle en plâtre de la fontaine des putti de Giuseppe Vaccà[9] (XVIIe siècle).

### Salle 15, marqueteries
L'exposition présente 37 pièces de marqueteries.

### Salle 16, parchemins
Sont remarquables :
- l'Exultet 2, réalisé par un enlumineur de Bénévent au XIIe siècle (9.40 m x 28 cm), avec des scènes peintes et des textes de chants pour la veillée pascale,
- l'Exultet 3, réalisé par un enlumineur toscan au XIIIe siècle, avec des scènes peintes et des textes en caractères carolingiens,
- Onze parchemins de chants exécutés par des enlumineurs pisans et florentins qui pour la plupart, sont du XIVe siècle,
- Un parchemin d'un enlumineur pisan du XVe siècle qui remémore la fondation et la consécration de la cathédrale par le pape Gélase II en 1118,
- Un pupitre de chœur en bois sculpté (début du XVIe siècle), qui se trouvait derrière le maître-autel,
- Deux petites temperas, œuvre de Gaetano Ciuti (1829), qui reproduisent les deux grandes peintures qui étaient situées sur les deux côtés du chœur de la cathédrale et qui ont été détruites en 1829 pour faire la place nécessaire aux orgues.

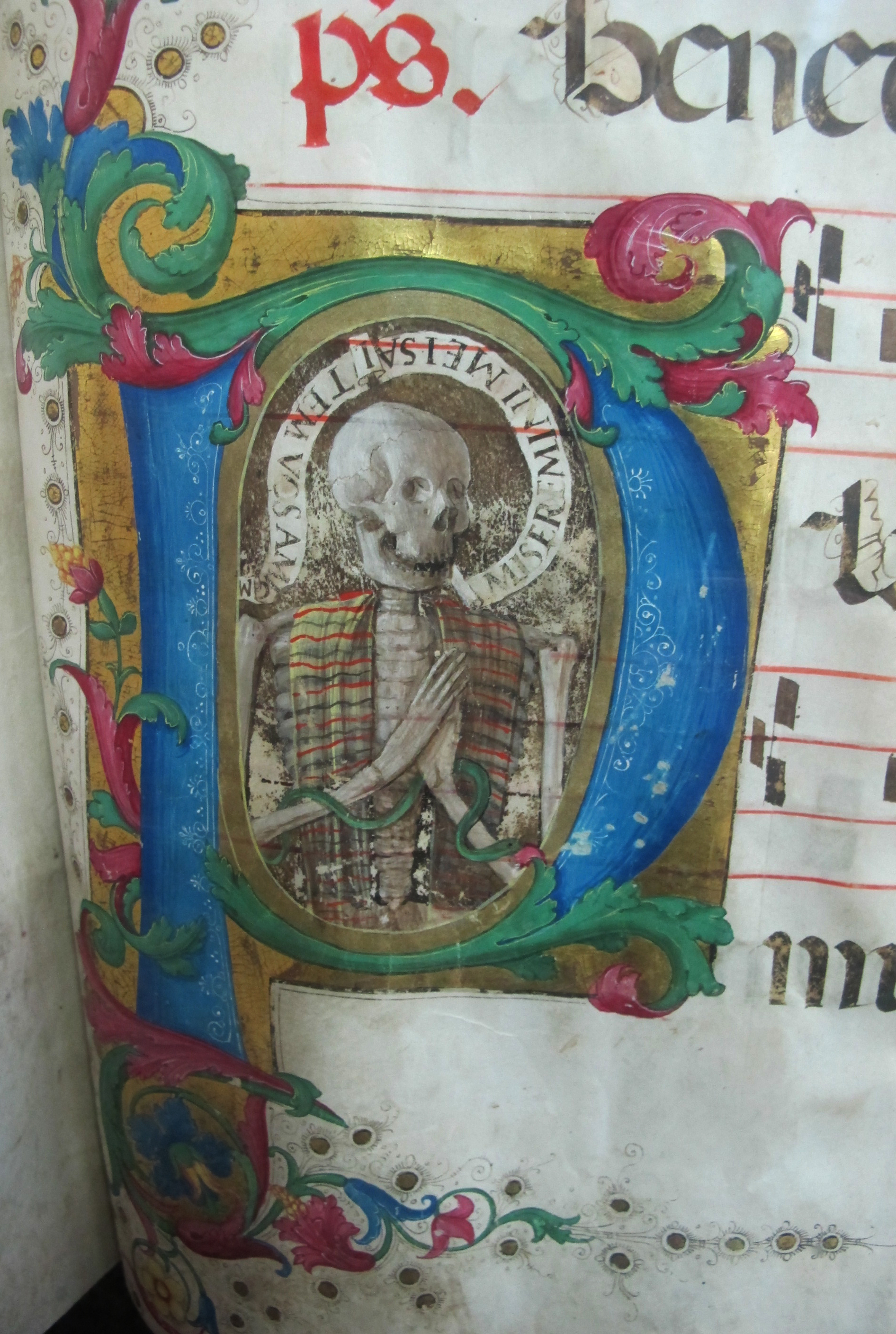
Enluminure florentine
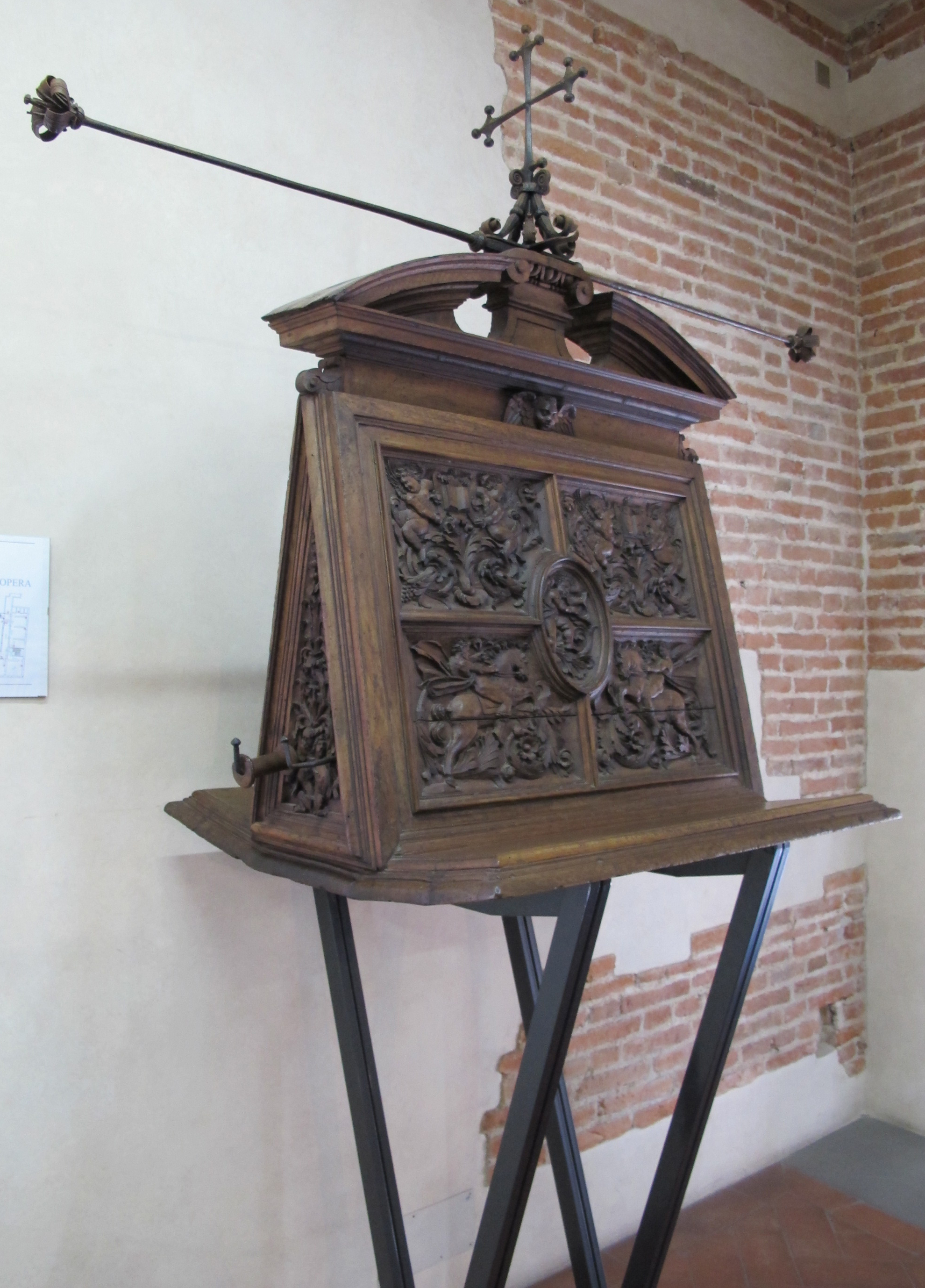
Pupitre de chœur

### Salles 17 - 18 - 19 - 20

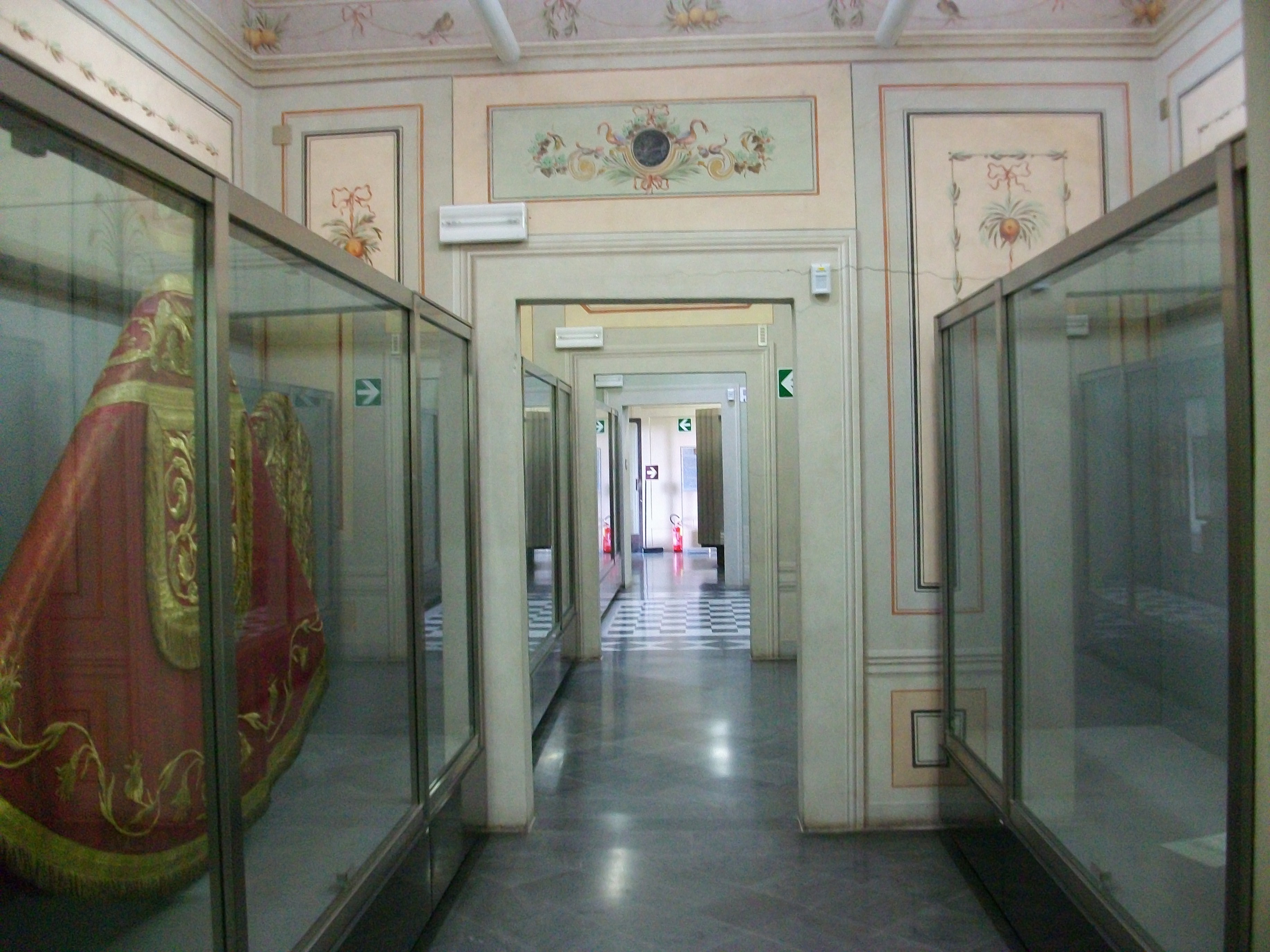

Exposition de parements textiles.

### Salle 21
Reproduction des fresques du Camposanto.

### Salle 22
Exposition de pièces archéologiques romaines.

### Salles 23 et 24
Exposition de pièces archéologiques étrusques.

### Salle 25
Exposition de pièces archéologiques égyptiennes.
Le parcours s'achève dans la galerie supérieure qui expose trois tombes étrusques du Ve siècle av. J.-C. et des fragments lapidaires encastrés dans le mur, des divers ateliers des artisans locaux du XIIIe siècle.

## Sources
- (it) Cet article est partiellement ou en totalité issu de l’article de Wikipédia en italien intitulé « Museo dell'Opera del Duomo (Pisa) » (voir la liste des auteurs).
- "Museo dell'Opera del Duomo di Pisa" de Waldo Dofi, 15/02/2002, paru dans toscanaoggi.it.